# Révisionnisme sur le Risorgimento
Le révisionnisme sur le Risorgimento est le ré-examen des faits historiques ayant conduit à l'unification italienne et ses conséquences immédiates.
L'approche révisionniste pose l'hypothèse que l'historiographie majoritaire porte un regard souvent trop négatif sur les États pré-unitaires vaincus, et particulièrement en ce qui concerne le royaume des Deux-Siciles.
Parmi les éléments couramment avancés par les historiens et auteurs révisionnistes, on trouve : la minimisation des contextes économiques, sociaux, culturels et politiques des États pré-unitaires, les motivations réelles du royaume de Sardaigne pour réaliser l'unité italienne, les méthodes employées pour construire et asseoir le nouveau royaume d'Italie (conquête, contestation du plébiscite, politique centralisatrice et répressive, etc.), ainsi que la répartition des richesses entre le Nord et le Sud de la péninsule à l'issue du processus unitaire.
Ainsi, pour certains révisionnistes, le Risorgimento peut être analysé comme un processus impérialiste ou colonisateur imposé par la maison de Savoie au reste de l'Italie pré-unitaire. En conséquence, l'action de personnages clés de l'unité italienne, tels que Camillo Cavour, Giuseppe Garibaldi ou encore Victor-Emmanuel II de Savoie, est réévaluée selon une ligne plus critique que celle qui est majoritairement admise.
Enfin, cette approche critique du Risorgimento trouve pour partie sa source dans la question méridionale, qui désigne, depuis la fin du XIXe siècle, la situation économique du Mezzogiorno en comparaison aux autres régions d'Italie, et notamment au Nord.

## Premières critiques sur le Risorgimento

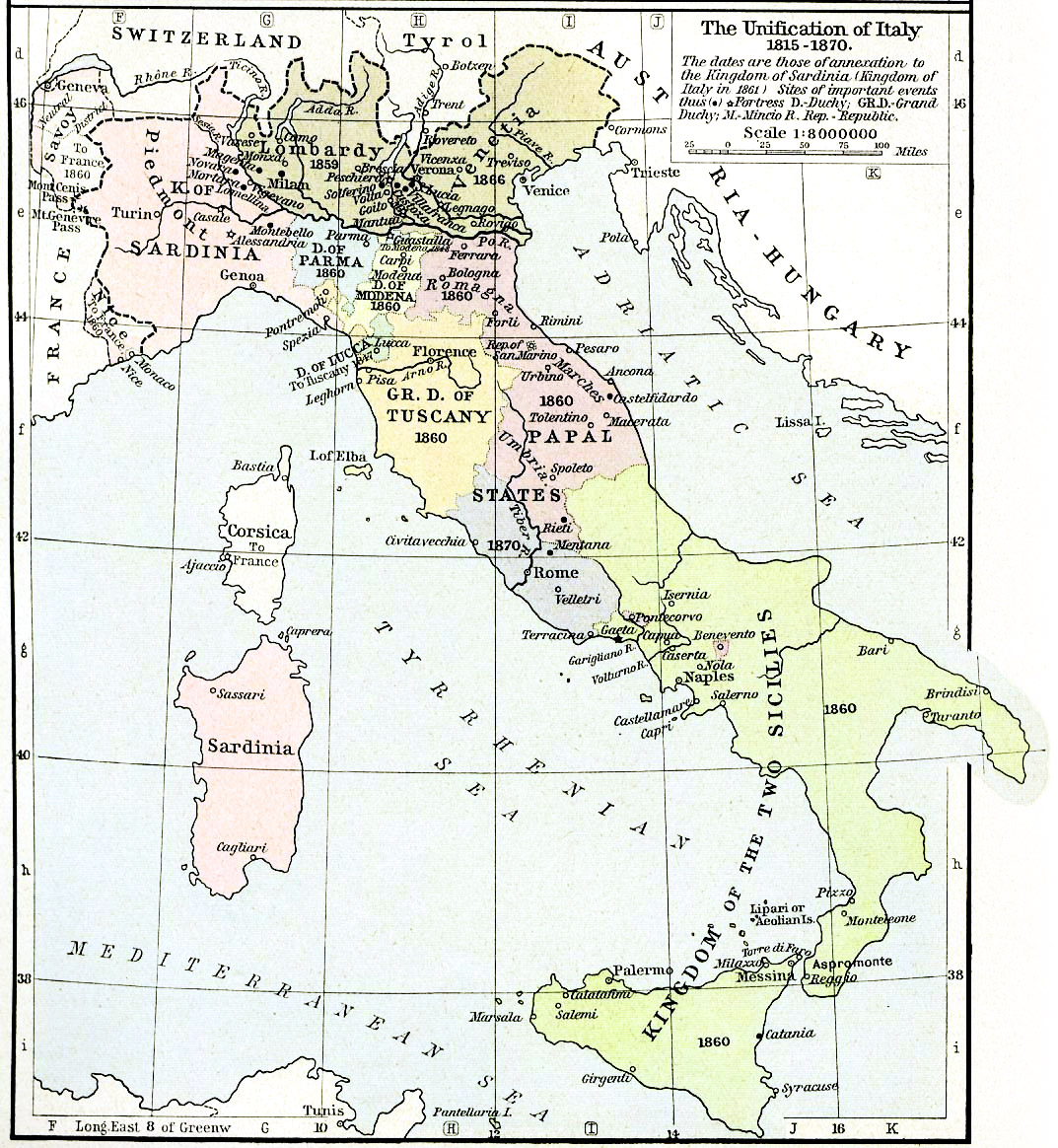
La péninsule italienne avant l'unification.

La critique révisionniste apparaît et se renforce dans les années qui suivent immédiatement la création du royaume d'Italie. Les motivations réelles de la politique étrangère de la maison de Savoie sont mises en doute par Giuseppe Mazzini, pourtant l'un des théoriciens et des acteurs de l'unification italienne. Il suggère ainsi dans son journal Italia del popolo, que le gouvernement de Cavour était moins intéressé par le principe d'une Italie unifiée, que par l'élargissement des frontières de l’État savoyard. Même une fois le processus d'unification réalisé, Mazzini réitéra ses attaques contre le nouveau gouvernement italien.

« Il n'y a personne qui puisse comprendre combien je me sens malheureux quand je vois augmenter d'année en année, sous un gouvernement matérialiste et immoral, la corruption, le scepticisme sur les avantages de l'Unité, les difficultés financières ; et disparaître tout l'avenir de l'Italie, toute l'Italie idéale. »

— Giuseppe Mazzini
Ainsi, ces premières critiques émanent d'un des penseurs libéraux qui lui-même avait promu l'idée d'une unification. Au cœur de cette critique se trouve notamment la politique de centralisation du nouvel État unitaire, qualifiée de « piémontisation ».
Dès la fin du XIXe siècle naissent également les premières analyses historiographiques alternatives. Ainsi, l'écrivain Alfredo Oriani met en cause les résultats du Risorgimento dans son ouvrage La lotta politica in Italia (1892). Il y examine la différence entre fédéralisme et unitarisme. Il se livre également à une critique de la « conquête royale », perçue comme une action unilatérale de création d'un nouvel État. Cet ouvrage est considéré comme le prototype d'un premier révisionnisme historiographique sur l'Italie moderne, alternatif à l'historiographie apologétique de la maison de Savoie.
Une critique du Risorgimento est également proposée par Francesco Saverio Nitti qui, dans ses ouvrages Nord e Sud (1900) et L'Italia all'alba del secolo XX (1901), analyse les conséquences de l'unification au regard des situations politico-économiques des États pré-unitaires, soulignant l'iniquité de la redistribution des richesses, et le développement accru du nord de la péninsule aux dépens du Sud.
En 1926, le journaliste libéral Piero Gobetti, influencé par l'analyse d'Oriani, critique la classe dirigeante libérale dans son recueil d'essais Risorgimento senza eroi. Selon lui, le Risorgimento fut l'œuvre d'une minorité dirigeante qui renonça à effectuer une profonde révolution sociale et culturelle. De cette « révolution manquée » naquit un État incapable de répondre aux exigences des masses.
Enfin, sous le même prisme politico-culturel, mais dans un cadre intellectuel marxisant, s'insère l'analyse révisionniste et anti-apologétique d'Antonio Gramsci. Dans son livre Quaderni del carcere, publié à titre posthume après 1947, il décrit le Risorgimento comme une « révolution passive » subie par les paysans et les classes sociales les plus pauvres de la population. La question méridionale, le jacobinisme, la construction du processus révolutionnaire, sont les thèmes centraux de son analyse, sur la base de laquelle il réinterprète le Risorgimento comme un processus de transformation socio-politique initié en 1789 avec la Révolution française, passivement transposée en Italie, et débuté lors de l'effondrement de l'ancien régime.

## Le révisionnisme de nature historique
La réinterprétation des événements du Risorgimento n'a pas une origine unique. La remise en cause des hypothèses de l'histoire officielle vient d'une petite partie du monde universitaire et de plusieurs chercheurs indépendants, y compris plusieurs essayistes. Le développement de ce mouvement culturel, en particulier au cours des cinquante dernières années, a fait émerger une littérature de plus en plus critique à l'encontre de l'historiographie la plus commune, laquelle a fait, progressivement, l'objet de contestations toujours plus polémiques et aiguës. Par la suite, les contributions du révisionnisme historique ont été proposées, partagées selon le cadre d'origine.

### Les origines de l'approche critique du Risorgimento

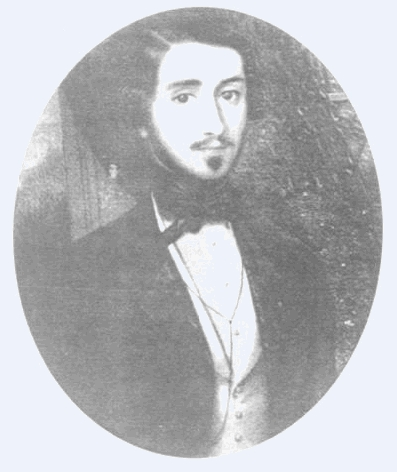
Giacinto de' Sivo.

Dans les années qui suivirent l'annexion du royaume des Deux-Siciles, certains témoins de l'époque firent éditer les premiers travaux qui proposaient une analyse critique du processus d'unification politique de la péninsule.
Le premier historien à développer une vision historiographique alternative à celle de la vulgate fut probablement Giacinto de' Sivo. Issu d'une famille loyale à la dynastie des Bourbons, De' Sivo en fut certainement un militant, il fut d'ailleurs arrêté le 14 septembre 1860 pour avoir refusé de rendre hommage à Garibaldi. En 1861 il publia son premier essai, L'Italia e il suo dramma politico nel 1861, dans lequel il jugeait l'unification comme un processus élitiste et éloigné des intérêts du peuple, en raison des violences armées et de la diffusion de mensonges. En conséquence, et malgré le risque de poursuites et la difficulté de trouver des imprimeurs prêts à publier son témoignage, l'historien élabora son œuvre la plus représentative, Storia delle Due Sicilie dal 1847 al 1861, publiée en plusieurs volumes entre 1862 et 1867. Les travaux de De' Sivo décrivent le processus unitaire comme une agression à l'encontre de deux états souverains (Deux-Siciles et l’Église), en violation du droit international et en particulier des valeurs spirituelles et civiles de la nation napolitaine. La pensée de De' Sivo fut longtemps ostracisée, bien que Benedetto Croce en ait réévalué l'importance en écrivant une biographie qui fut insérée dans le livre Una famiglia di patrioti.
Les années qui suivirent l'unification de l'Italie virent également l'éclosion de nombreux mémoires, dans lesquels, principalement, les ex-membres de l'armée du royaume des Deux-Siciles rapportèrent leur interprétation de faits. Parmi les nombreux exemples, les frères Pietro et Ludovico Quandel ainsi que Giuseppe Buttà peuvent être mentionnés. Aumônier militaire du 9e bataillon des chasseurs de l'armée des Bourbons, ce dernier est l'auteur d'Un viaggio da Boccadifalco a Gaeta (1875), un ouvrage autobiographique qui raconte l'histoire de l'expédition des Mille, du débarquement à Marsala jusqu'au siège de Gaète, vu du côté des vaincus. En décrivant les événements de son point de vue, Buttà a recours à un langage tranchant, plus sarcastique que De' Sivo, sans lésiner sur les critiques contre les officiers bourboniens, qu'il accuse de trahison envers la couronne. Malgré les limites résultant de la transposition de points de vue individuels, les mémoires sont cités par de nombreux révisionnistes, lesquels leur attribuent une valeur de document historique.

### L'école révisionniste
Le révisionniste risorgimental connaît une nette reprise au milieu du XXe siècle, après la chute de la maison de Savoie et du fascisme, pour qui le Risorgimento était considéré comme un mythe intangible. Le changement des conditions politiques permet alors l'émergence d'un groupe de chercheurs qui commence à redimensionner la valeur de l’œuvre des Savoie, formulant des jugements largement négatifs. À presque cent ans de distance de de' Sivo, les membres de ce groupe en reprennent les arguments critiques, faisant en particulier du processus d'unification nationale la cause de la plupart des problèmes du Sud.
Carlo Alianello est considéré comme le chef de file de cette nouvelle ligne culturelle, qui, en 1942, avec son premier roman L'Alfiere rédige l'acte d'accusation des penseurs de l'unification et des politiciens du royaume de Sardaigne. Pour les idées exprimées dans cet ouvrage, paru au cours du ventennio fascista, Alianello risqua l'exil, qu'il n'évita que grâce à la chute du régime. Avec l'instauration de la République italienne, Alianello put développer sa ligne de pensée avec la publication de L'eredità della Priora (1963), considérée par certains comme sa plus grande œuvre, et La Conquista del Sud (1972), essai souvent cité dans les ouvrages révisionnistes. Alianello estime, en continuité avec ses précurseurs du XIXe siècle, que les choix effectués dans le processus d'unification, tout en étant totalement étrangers aux besoins du Sud, auraient été réalisées par les Piémontais — avec la complicité du gouvernement britannique et de la franc-maçonnerie étrangère — dans le but d'occuper les territoires.
Dans la même lignée, Michele Topa, avec Così finirono i Borbone di Napoli (1959) et I Briganti di Sua Maestà (1967), contribue à définir une nouvelle conception historiographique du Risorgimento, vue du côté des vaincus.
Nicola Zitara est une autre figure de proue du révisionnisme le plus intransigeant. Comme Alianello et Topa, cet écrivain calabrais considère l'Italie comme le résultat d'une opération de conquête militaire et économique au détriment du Sud, vicitime selon lui d'une intrigue complexe. Ses convictions découlent d'une analyse économique effectuée conformément aux concepts de l'idéologie marxiste.
Au fil des ans, le révisionniste sur le Risorgimento a trouvé d'autres partisans, au Sud et au Nord, qui ont encore approfondi les recherches sur les événements controversés du processus d'unification. Parmi ceux-ci, on peut citer Lorenzo Del Boca, Gigi Di Fiore, Francesco Mario Agnoli, Pino Aprile, Fulvio Izzo, Massimo Viglione, Antonio Ciano, Aldo Servidio, Roberto Martucci, Aldo Servidio, Pier Giusto Jaeger et Luciano Salera.

### Le révisionnisme académique

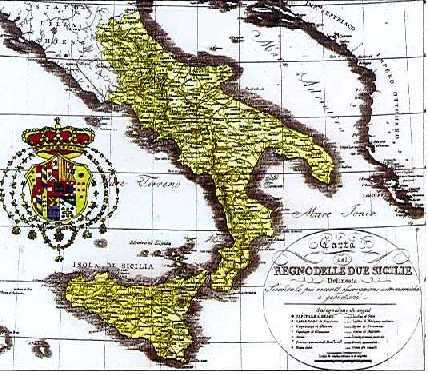
Carte du royaume des Deux-Siciles.

Le révisionnisme est cultivé, mais de façon différente, par certaines personnes du monde universitaire, dans la plupart des cas d'origine étrangère.
L'exemple peut-être le plus connu est l'historien anglais Denis Mack Smith, dont les travaux portent sur l'histoire de l'Italie du Risorgimento à nos jours. Diplômé de Cambridge, membre de la British Academy, du Wolfson College (université de Cambridge) de l'All Souls College (université d'Oxford) et de l'American Academy of Arts and Science, il a collaboré avec Benedetto Croce. Il est par ailleurs grand officier de l'ordre du Mérite de la République italienne.
Mack Smith a analysé, dans une longue série d'essais, les personnages les plus importants de l'unité italienne (Garibaldi, Cavour, Mazzini) et les circonstances dans lesquelles ils ont agi. Dans le livre Cavour e Garibaldi (1954), il dépeint en particulier des portraits qui s'éloignent franchement de l'hagiographie diffusée en Italie. Il y définit Garibaldi comme « modéré et empiriquement non-révolutionnaire », « prudent » et « étatique » et il critique sévèrement Cavour, le qualifiant de « malhonnête », « maladroit », « mauvais », « habile » et soulignant qu'il était déterminé à empêcher l'unification de l'Italie si le mérite devait en être attribué aux forces radicales, républicaines, populaires et démocratiques. Même la maison de Savoie — avec une référence particulière à Victor-Emmanuel II — est sévèrement critiquée par l'historien dans son livre I Savoia Re d'Italia (1990). Le monarque de l'unité, contrairement au stéréotype de  re galantuomo (roi gentilhomme) est décrit comme une personne de petite carrure morale (surtout en raison de ses nombreuses aventures extraconjugales) et de la dilapidation de deniers publics. Par ailleurs, l'historien a souligné que le premier roi de l'Italie estimait qu'il y avait « seulement deux modes de gouverner les Italiens : les baïonnettes ou la corruption », et que, contrairement à l'image d'un monarque constitutionnel, il pensait cette forme de gouvernement inadaptée aux Italiens. Il avait secrètement assuré Metternich et le pape Pie IX de sa disponibilité à intervenir contre la République romaine mazzinienne et à restaurer l'absolutisme.
Mack Smith exprime un jugement totalement différent à l'encontre de Mazzini, auquel il a dédié une biographie : le penseur est jugé positivement pour l'impulsion démocratique donnée à la vie du XIXe siècle, avec une référence particulière aux campagnes en faveur de la sécurité sociale, du suffrage universel et du droits des femmes.
Dans son essai Documentary falsification and Italian biography, Mack Smith met en évidence que la destruction systématique, la réécriture de manière apologétique, la dissimulation de documents officiels est une pratique de tous les États fragilisés. Pour lui, dans certains moments de l'histoire italienne, la méthode fut érigée en système. Il cite des exemples spécifiques qui renvoient à des personnages historiques de grande importance (Victor-Emmanuel II, Garibaldi, La Marmora, Crispi), et fournit de nombreux exemples de la manipulation des événements historiques à des fins politiques.
Un autre membre influent du révisionnisme académique est Christopher Duggan, un élève de Mack Smith et directeur du Centre for the Advanced Study of Italian Society de l'université de Reading.
Dans le cadre de son œuvre La forza del destino – storia d’Italia dal 1796 ad oggi, Duggan formule de fortes critiques de l'historiographie la plus populaire, avec une référence particulière à l'interprétation des mouvements post-unification dans le Sud et de leur répression. En particulier, il relève que dès le massacre de Pontelandolfo et Casalduni, des voix s'élevèrent — comme celle du député Giuseppe Ferrari — pour évoquer une véritable « guerre civile » et qui furent réduites au silence. Selon l'interprétation officielle « le brigandage, et rien d'autre, est responsable de la violence dans le Sud de l'Italie ».
Selon l'historien anglais, les gouvernements de l'après 1861 ont été obligés d'associer les combats féroces qui eurent eu lieu dans l'ex-royaume des Deux-Siciles à la criminalité, car toute autre interprétation aurait écorné les résultats des « plébiscites », qui donnaient une population unanimement en faveur de l'unité. Duggan affirma aussi que les efforts pour accréditer la version officielle étaient contredits par les faits, car en 1864 100 000 soldats (la moitié de l'ensemble de l'armée royale) furent déployés dans le Sud pour tenter de répondre au soulèvement.
Il identifie aussi la férocité avec laquelle les gens du Sud combattirent les envahisseurs, le primum movens de la méfiance réciproque entre eux et les gens du Nord, et l'origine des nombreux préjugés. En outre, l'historien affirme que plusieurs figures de proue de la période ont contribué à bâtir et maintenir l'image du Sud comme un pays barbare et inculte. Parmi ceux-ci Duggan rappelle le cas de Luigi Carlo Farini, envoyé à Naples en qualité de lieutenant en octobre 1860, qui écrivant à Cavour déclare « Mais mon ami, mais qu'est-ce que sont ces pays […] ! Quelle barbarie ! L'Italie ? Mais c'est l'Afrique ! Les Bédouins, comparés à ces mufles, sont des fleurs de vertus civiques ». L'historien indique que des affirmations concernant la barbarie, l'ignorance, l'immoralité, la superstition, la paresse et la lâcheté des méridionaux sont communes dans de nombreux écrits et documents de l'époque, et que même Cavour écrit à cet égard que le Sud est corrompu « jusqu’à la moelle »,.
Selon Duggan, le substrat sur lequel ces affirmations s'appuient serait un mélange de « profit et de peur ». Il était utile, en fait, de peindre comme corrompues et arriérées les terres méridionales, pour permettre au nouveau gouvernement de justifier l'application des lois, des pratiques administratives et des hommes selon l'approche de la piémontisation. D'autre part, il existait une profonde préoccupation quant à la possibilité de propagation des émeutes, ce qui aurait fragmenté le pays à nouveau, avec des conséquences imprévisibles.

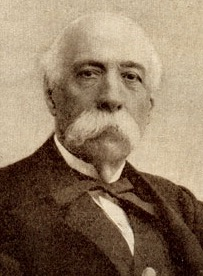
Francesco Crispi.

L'historien estime que le retard présumé des terres méridionales fut utilisé pour justifier des actes d'évidente illégalité et de violence. Il rappelle le cas de l'éminent général piémontais Giuseppe Govone, qui fut envoyé en Sicile avec la mission de rafler des conscrits, et qui fit usage de méthodes de siège : coupure de l'approvisionnement en eau, prise d'otage de femmes et d'enfants. Dans une tentative de justifier ses actes au parlement, Govone fit référence à la prétendue barbarie du territoire, provoquant une échauffourée dans l'hémicycle. Francesco Crispi, un Sicilien, provoqua en duel un éminent député du Nord et vingt-et-un démocrates, dont Garibaldi, démissionnèrent.
Duggan examine également le problème du nombre de personnes tuées dans les années qui suivirent la réunification, qu'il qualifie — citant Quintino Sella — de « vraie guerre civile ». Il compare les chiffres officiels (5 200 tués au cours de combats ou exécutés de 1861 à 1865) et ceux qui utilisent le témoignage de la presse locale et les comptes rendus de la presse étrangère, qui évoque des dizaines de milliers (et jusqu'à 150 000) de morts. Il juge ces derniers chiffres « peu probables, mais pas impossibles », puisque des massacres comme celui de Pontelandolfo ne figurent pas dans les documents officiels.
L'historien anglais critique la « greffe à l'ensemble de l'Italie des lois et des institutions piémontaises » au motif qu'elle a été effectuée « avec si peu de consultation, un empressement et une insensibilité si grandes ([qu'elles n'ont pu qu'] offenser gravement la sensibilité et les intérêts locaux ». Si le Piémont pouvait revendiquer un certain leadership moral, étant le seul État italien à avoir une Constitution (mais pas le premier, le royaume des Deux-Siciles en ayant eu la primeur sous Ferdinand II), sous d'autres aspects tels que l'éducation, le gouvernement local et la justice, la Lombardie, la Toscane et le royaume des Deux-Siciles affichaient de meilleurs lettres de créance. Ce n'est que tardivement que le Piémont se libéra de la réputation d'être « la partie la plus arriérée de la péninsule ».
Sans même parler de l'ancien royaume des Deux-Siciles, pays de longues traditions juridiques, le remplacement des codes existants par des lois piémontaises provoqua de fort mécontentement en Toscane, en particulier pour l'introduction de la peine de mort, qui n'existait pas dans les traditions juridiques locales. D'autres mécontentements naquirent de l'introduction de préfets. Pendant plusieurs décennies après l'unification, ceux-ci restaient le plus souvent d'origine piémontaise ou originaires du Nord, et toujours liés par des relations d'amitié avec le ministre de l'Intérieur dans des endroits clés tels que Milan, Florence Naples et Palerme.
Duggant adresse également de sévères critiques aux études pseudo-scientifiques de Cesare Lombroso, qu'il appelle avec mépris « un homme convaincu d'avoir la solution aux problèmes siciliens (et même de l'humanité) ». L'historien anglais fait remonter l'origine des théories du racisme au médecin véronais et à son expérience dans l'armée pendant la campagne contre le brigandage. Étant chargé d'effectuer des examens médicaux pour les conscrits, Lombroso examina et mesura environ 3 000 hommes, commençant à développer des idées sur les origines de la délinquance. Le premier résultat de ses réflexions fut un essai en 1864 sur la connexion entre les tatouages des soldats et leurs déviances. À partir de cette expérience, et des études ultérieures, Lombroso formula l'hypothèse que « la violence était un bon indicateur de la barbarie, et à son tour la barbarie était un bon indicateur de dégénérescence de la race ».
Duggan critique également la construction de la mythologie du Risorgimento, définie par les paroles de Francesco Crispi « religion de la Patrie [à laquelle il faut donner] la plus grande solennité, la popularité maximale ».
Il estime que l'idéalisation du mouvement unitaire à travers les personnages de Victor-Emmanuel II et Garibaldi, a joué le rôle de catalyseur pour agréger des tendances disparates et souvent contradictoires : monarchiques et républicaines, fédéralistes et unitaires, conservatrices et radicales. Ce mythe a été soutenu par une importante littérature hagiographique, surtout après la mort des deux intéressés (1878 et 1882), et par la construction, parfois forcée, de nombreux monuments en leur honneur.
Duggan montre également que l’œuvre de construction d'une mythologie du Risorgimento a été étendue à tous les programmes scolaires. En histoire, l'enseignement devait être effectué « de sorte que les futurs étudiants absorbent de l'histoire de l'Italie l'amour de la patrie ».  À cette fin, une manipulation soignée des manuels scolaires, dans lesquels il aurait dû être fait mention de la possibilité  que « Cavour, ou pire encore Victor-Emmanuel, n'étaient pas du tout au tout des patriotes désintéressés ». Chaque fois qu'un personnage politique de haut rang mourait, les autorités, pour protéger sa mémoire, procédaient à un examen minutieux de sa correspondance privée avec le roi, afin d'effacer et de mettre au secret dans la Bibliothèque royale les documents compromettants. Ainsi, la correspondance de Cavour a été minutieusement expurgée de son hostilité envers Garibaldi, les démocrates et débarrassée de phrases très insultantes à l'encontre des Italiens.
Martin Clark, professeur d'histoire politique de l'université d'Édimbourg, est un autre protagoniste du révisionnisme. Dans son livre Il Risorgimento italiano – una storia ancora controversa, Clark affirme que la vision « patriotique et progressiste » du processus d'unification ne peut pas être défendue. Il estime qu'il y avait déjà une nation italienne, puisque seule une petite élite avait la conscience et la fierté de son passé historique. À cet égard, il rappelle que seulement 2,5 % de la population parlait l'italien, alors qu'une grande partie des habitants de la péninsule parlait des langues locales ou des dialectes, et qu'en tout cas la langue italienne « définissait une communauté culturelle, et non une éventuelle communauté politique ». La minorité de personnes qui se sentaient italiens, composée essentiellement d'avocats ou d'intellectuels, appelait à l'indépendance vis-à-vis des puissances étrangères, comme l'Autriche, mais pas à l'unité. L'ambiance de l'époque, en effet, était fortement marquée par des batailles de clochers, héritées de l'époque des communes et jamais vraiment mises en sommeil.
Le chercheur conclut que l'« interprétation patriotique du Risorgimento est erronée. Les Italiens étaient divisés et pas du tout soucieux de réaliser l'unité nationale ».
L'universitaire anglais reconnait, tout comme les chercheurs de l'école du Sud (meridione), que la société de l'ancien royaume des Deux-Siciles n'était pas en stagnation, et que certaines institutions fortement contestées par l’historiographie la plus répandue, telles que le latifundium, ne constituaient pas l'indice d'un retard socio-culturel, mais plutôt la « réponse la plus appropriée aux conditions technologiques et aux marchés existants ». Dans ce contexte, la thèse selon laquelle ce furent les politiques douanières et fiscales adoptées par les nouveaux dirigeants qui provoquèrent la destruction de l'économie du Sud, prend corps.
D'autres analyses sont également effectuées par la chercheuse irlandaise Lucy Riall, formée à la London School of Economics et à l'université de Cambridge, et actuellement professeur d'histoire au Birkbeck College de l'université de Londres.

### Le révisionnisme d'approche catholique

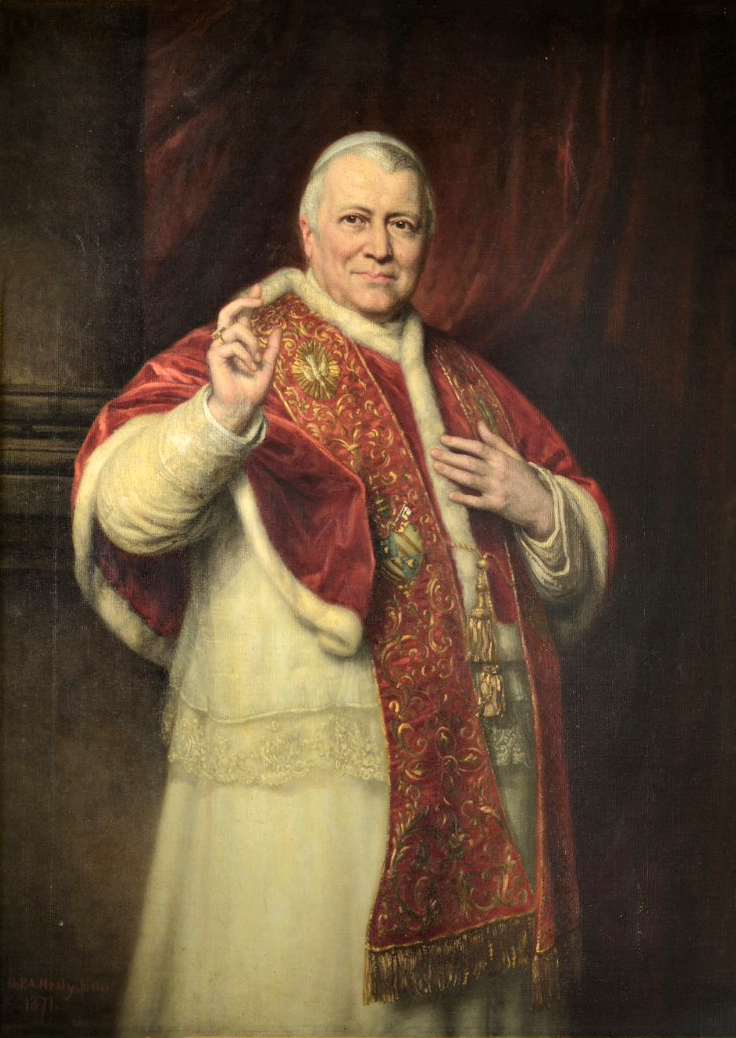
Pie IX, portrait de George Peter Alexander Healy.

D'autres tentatives de fournir une base historiographique aux thèses selon lesquelles l’État unitaire a été le résultat d'une vexation imposée par une minorité à la majorité des Italiens, a été l’œuvre d'un groupe d'inspiration catholique, ayant subi d'importants dommages du fait de la politique libérale mise en œuvre par les Piémontais. Le pape Pie IX excommunia le gouvernement libéral de Cavour pour avoir violé les territoires pontificaux et pour le traitement réservé à tout ce qui était proche de l'Église catholique. La protestation des milieux ecclésiastiques ne réussit pas à s'affirmer face à la puissance du nouvel État et finit par être reléguée au sein d'un petit cercle de catholiques intransigeants. La polémique entre l’Église et le royaume d'Italie, en raison de l'invasion des États pontificaux de 1870, deviendra, par la suite, la Question romaine, Les argumentations de la part des catholiques ont été exprimées par la chercheuse contemporaine Angela Pellicciari.

## Argumentations du révisionnisme sur le Risorgimento
Les révisionnistes soutiennent que l'invasion du royaume des Deux-Siciles n'était pas motivée par des idéaux liés à la volonté d'unir l'Italie, mais découle plutôt de la volonté du royaume de Sardaigne d'étendre ses frontières au détriment des États voisins, confisquant de plus les richesses afin d'assainir son propre déficit,,. Pour atteindre cet objectif, le royaume de Sardaigne, grâce surtout au travail diplomatique de Cavour, obtint le soutien du Royaume-Uni, et de la France, qui pour diverses raisons y trouvaient leur intérêt.
Dans cette optique, l'expédition des Mille n'aurait pas été un mouvement spontané de quelques idéalistes, mais la tête de pont d'une l'invasion planifiée. Pour préparer cette dernière, un énorme travail de mystification et de propagande contre le gouvernement bourbonien auraient été mis en place,, visant à accentuer l'isolement diplomatique. Simultanément, le gouvernement piémontais aurait mené une vaste opération de corruption des gradés de l'armée et de la marine du royaume des Deux-Siciles,. En plus de l'appui de l'Angleterre et marginalement de la France, et de la franc-maçonnerie internationale, l'expédition des Mille aurait été effectuée avec le soutien de la mafia en Sicile, et de la Camorra à Naples,, et aurait été successivement consolidée par l'invasion du royaume des Deux-Siciles par les troupes de Savoie, sans que cet acte soit précédé d'une déclaration de guerre,,.
Après l'invasion, des simulacres de plébiscites auraient été organisés, destinés à dépeindre la révolution comme un mouvement populaire spontané des habitants du royaume Deux-Siciles, et justifier l'opération piémontaise face à l'opinion publique européenne.
Après l'annexion, le Piémont aurait enfin procédé à une opération d'extension de son organisation étatique, avec des règles et du personnel piémontais, à l'ensemble du territoire du nouveau royaume d'Italie, annulant les lois et les organisations séculaires, et en démantelant plus ou moins consciemment les activités économiques du sud de l'Italie en faveur de celle du Nord,.
L'aggravation soudaine des conditions économiques et le fort contraste social et culturel entre Piémontais et les habitants du royaume des Deux-Siciles aurait été à l'origine de l'explosion du phénomène du brigandage, interprété par les révisionnistes comme un mouvement de résistance,, durant lequel la maison de Savoie se rendit coupable de crimes de guerre, de déportations,,,, et de tueries à l'origine de l'importante émigration qui s'ensuivit et qui toucha les territoires méridionaux),. Certains auteurs soutiennent que l'opération d'annihilation culturelle et sociale aurait eu pour influence les théories racistes publiées par Lombroso à partir de 1876, et qui furent adoptées comme base pseudo-scientifique pour justifier la répression sur place,, mais ce point est toujours sujet à débat.

### Situation économique et sociale des Deux-Siciles

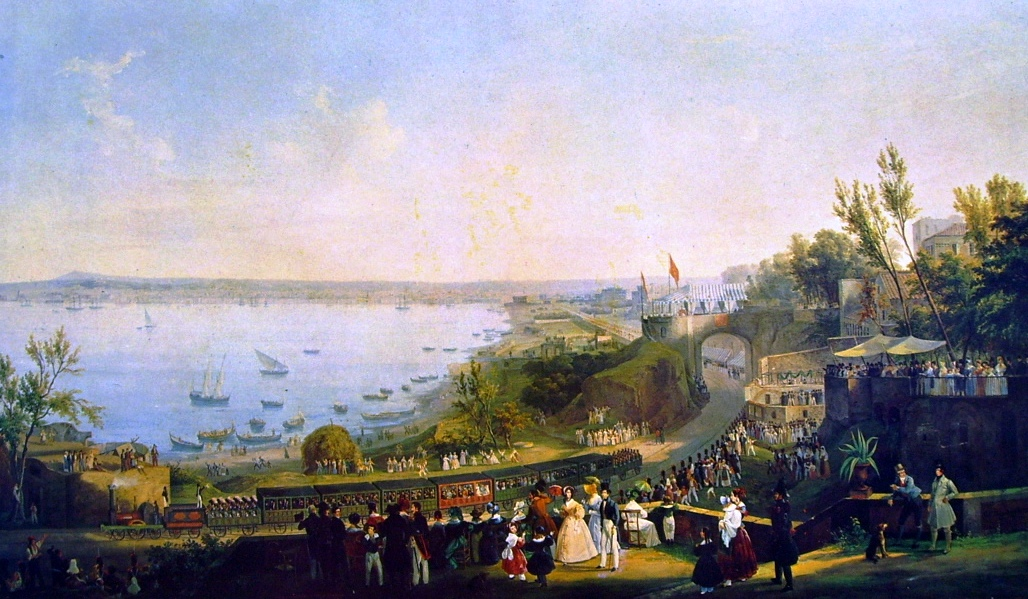
Inauguration de la ligne ferroviaire de Naples-Portici.

Les auteurs révisionnistes soutiennent que le royaume des Deux-Siciles, souvent décrit comme un état pauvre et oppressé,, était un royaume où la population vivait dans un certain bien-être, avec un bon taux de progrès social et culturel, et qui traversait une phase de développement croissant, interrompue par les changements induits par la « piémontisation ».

#### Les richesses économiques des Deux-Siciles
À l'appui de cette thèse, les travaux de l'économiste Francesco Saverio Nitti sont généralement cités. Au début du XXe siècle, ce dernier réalisa des études économiques sur la situation économique des Deux-Siciles et des autres États pré-unitaires. Nitti soutint ainsi que les Deux-Siciles était l'État pré-unitaire qui apporta à la balance du nouveau royaume d'Italie le moins de dettes et le plus de richesses publiques sous toutes ses formes. Dans son ouvrage Scienza delle Finanze, Nitti rapporte que la banque des Deux-Siciles était dotée d'un capital de 443,3 millions de lires-or, équivalent à plus de la moitié du patrimoine de tous les autres États pré-unitaires de la péninsule. À l'inverse, le royaume de Sardaigne ne disposait que de 27,1 millions Les chiffres de Nitti ont cependant été contestés par l'historien Giustino Fortunato.
D'autres auteurs rapportent toutefois que le montant de l'épargne publique et privée dans les Deux-Siciles était important. Peu avant l'expédition des Mille, la seule banque des Deux-Siciles (évolution de la banque de Naples fondée en 1584) gérait une somme équivalente à 33 millions de ducats, entre dépôts publics et privés, soit environ 140 millions de lires piémontais (le taux de change entre deux monnaies était en fait égal à un ratio de 4,25:1, en faveur de celle des Deux-Siciles). À cette somme il fallait ajouter deux millions de sterling, environ 60 millions de ducats (et donc à 255 millions de lires piémontaises) appartenant personnellement au roi François II. 30 millions de ducats supplémentaires (équivalent à 127,5 millions de lires piémontaises) étaient détenus par les banques siciliennes En plus de la Banque des Deux-Siciles déjà citée, l'une des quatre filiales européennes (en plus de Londres, Paris et Vienne) de la banque de la famille Rothschild se trouvait à Naples.
Bien que le débat sur les conditions économiques des Deux-Siciles soit encore ouvert, les travaux économiques récents semblent confirmer les positions des révisionnistes. Les économistes Vittorio Daniele de l'université de Catanzaro et Paolo Malanima de l'Institut des études sur les sociétés méditerranéennes du Conseil national de recherches (ISSM - CNR) de Naples, ont récemment publié une analyse des séries historiques du produit des régions pendant la période 1861-2004. Dans la conclusion de leur travail, ils font valoir que, au moment de l'annexion, il n'y avait aucun véritable fossé économique entre le Nord et le Sud, et que celui-ci a commencé à se creuser au cours des vingt dernières années du XIXe siècle.

#### Le progrès industriel et technologique dans les Deux-Siciles
En plus de l'équilibre économique des Deux-Siciles avant l'unification, les révisionnistes mettent en avant les importants progrès du royaume sur le plan scientifique et technologique :
- le premier bateau à vapeur croisant en Méditerranée y est construit dès 1818[86],
- le premier pont suspendu d'Italie (et l'un des premiers d'Europe), est construit au-dessus du fleuve Garigliano en 1832,
- la première ligne de chemins de fer italiens (Naples-Portici) y est ouverte en 1839,
- le premier éclairage au gaz en Italie est inauguré en cette même année 1839,
- le premier observatoire volcanologique du monde, l'observatoire du Vésuve, est créé en 1841[87].

Les révisionnistes soulignent également la présence d'installations industrielles avancées, comme la fabrique de métal-mécanique de Pietrarsa (la plus grande de la péninsule), le chantier naval de Castellammare di Stabia, le pôle sidérurgique de Mongiana et celle textile de San Leucio (aujourd'hui site du patrimoine mondial de l'humanité de l'Unesco).
Les révisionnistes rapportent, enfin, comme un signe de progrès social, que Naples était alors la première ville d'Italie (et la troisième d'Europe) par le nombre d'habitants, la ville d'Italie dotée du plus grand nombre d'imprimeries (113), et du plus grand nombre de conservatoires musicaux et de théâtres, dont le prestigieux Teatro San Carlo. La première chaire d'économie politique du monde avait été également créée à Naples, par Antonio Genovesi, dès 1754, au sein de l'université Frédéric-II, qui était elle-même la plus ancienne université d'État en Europe.

### La crise financière du royaume de Sardaigne

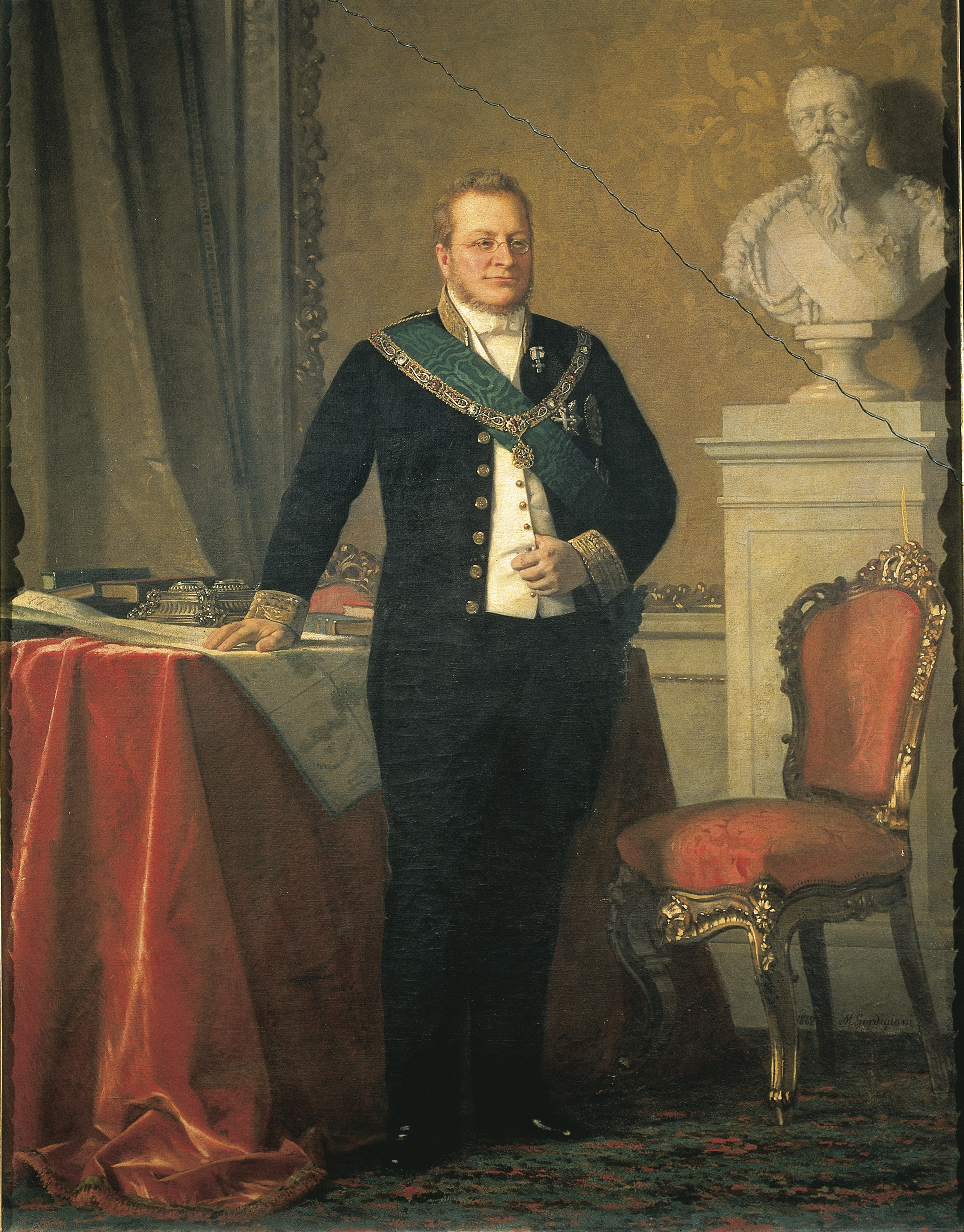
Camille Benso, comte de Cavour, en costume officiel. Portrait de Tranquillo Cremona.

À l'inverse de la bonne situation économique des Deux-Siciles, les révisionnistes soutiennent que l'une des raisons ayant poussé le royaume de Sardaigne à s'engager dans la conquête des états pré-unitaires, est moins liée à l'idéal, qu'à la crise financière de l'État savoyard,. En effet, entre 1848 et 1859, Turin aurait accumulé une dette d'environ 910 millions de lires. Déjà en juillet 1850, le comte de Cavour, dans un discours à la Chambre, exprimait ainsi ses préoccupations concernant l'état des finances du Piémont : 

« Je sais comme tous que, si nous continuons sur la voie nous avons suivie pendant deux ans, nous irons droit à la faillite, et que continuant à augmenter les charges, après quelques années nous serons dans l'incapacité de contracter de nouveaux prêts et de satisfaire les anciens. »

— Camillo Benso di Cavour
Les auteurs révisionnistes estiment que les dépenses soutenues pour les différentes guerres expansionnistes ou voulues pour s'insérer dans le jeu diplomatique international, ont pesé sur le passif de la balance de l’État savoyard. En particulier, la guerre de Crimée, que Cavour considérait comme un bon tremplin pour introduire le Piémont sur l'échiquier de la politique européenne, imposa à Turin, en plus du sacrifice humain d'un tiers du contingent, un important sacrifice économique, qui fut financé par une dette auprès du Royaume-Uni qui ne sera payé qu'en 1902 grevant, pendant plus de quarante ans, le budget de l’État.
Plusieurs sources confirment l'état de grande crise financière du royaume de Sardaigne, alors que dans le royaume des Deux-Siciles, la situation est inverse. Selon ces sources, la dette publique du royaume des Deux-Siciles était d'un tiers celle du Piémont (26 millions de livres contre 64), mais avec l'unification, ce passif fut supporté par les territoires des États pré-unitaires. En particulier, dans une étude de 1862, le baron Giacomo Savarese, confrontant les rentes, les titres d'État, un indice de santé des finances publiques de l'état, constata que si, en 1847, le Piémont, avait une dette publique limitée à 9 342 707 de lires par an, cette dernière s'éleva à un point tel que pour l'année 1860 des émissions de titres furent émises pour 6 797 417 710 lires. Par contre, le total des émissions de titres de la dette publique dans le royaume des Deux-Siciles, dans la décennie 1848-1859, s'éleva à 5 210 731 lires. Savarese avait également comparé, toujours au cours des dix années, les budgets du royaume des Deux-Siciles et du Piémont, déduisant que ce dernier avait accumulé un déficit supérieur au premier de 234 966 907 lires : (369 308 006 lires du Piémont contre 134 341 099 lires des Deux-Siciles. Toujours dans la même période, le Piémont avait approuvé 22 mesures législatives qui introduisaient de nouvelles taxes ou aggravaient celles déjà existantes (contre aucune nouvelle taxe ou augmentation dans le royaume des Deux-Siciles) et d'autres dispositions qui décrétèrent la vente d'une série de biens publics pour réduire le déficit.

La santé financière du royaume des Deux-Siciles et la situation opposée à la charge du Piémont, ont été illustrées dans ce sens par l'économiste Francesco Saverio Nitti : 

« Ce qui est certain, c'est que le royaume de Naples était, en 1857, non seulement le plus réputé d'Italie pour sa solidité financière – les cours des revenus en donnent la preuve – mais aussi que, parmi les grands États, on y trouvait les meilleures conditions. Peu de dettes, des taxes peu lourdes et bien amorties, une grande simplicité dans tous les services fiscaux et dans la Trésorerie de l’État. C’était tout le contraire du Royaume de Sardaigne, où les impôts avaient atteint des niveaux très élevés, où le régime fiscal représentait une série de superpositions continues faites sans critère, avec une énorme dette publique, sur laquelle pesait le spectre de la faillite. »

— Francesco Saverio Nitti

Même l'historienne révisionniste d'approche catholique Angela Pellicciari confirme pour l'essentiel ce qui précède, prenant comme exemple une citation de Pier Carlo Boggio, un membre du royaume de Sardaigne. En 1859, Boggio écrit dans son livre Fra un mese! que « la paix maintenant signifierait pour le Piémont la banqueroute » affirmant que les graves problèmes financiers du Piémont étaient la conséquence des énormes dépenses découlant de la cause nationale : 

« Le Piémont augmenta de bien cinq cents millions sa dette publique: le Piémont faussa les bases normales du passif de sa balance; le Piémont déplaça son action de son centre primitif, le Piémont s'imposa à elle-même une impulsion étrangère à son orbite naturelle, le Piémont risqua à plusieurs reprises ses institutions; le Piémont sacrifia la vie de bon nombre de ses enfants, toujours en vue de l'objectif glorieux qu'il s'est proposé : le rachat de l'Italie. »

— Pier Carlo Boggio

### L'annexion du royaume des Deux-Siciles: une convergence d'intérêts internationaux?

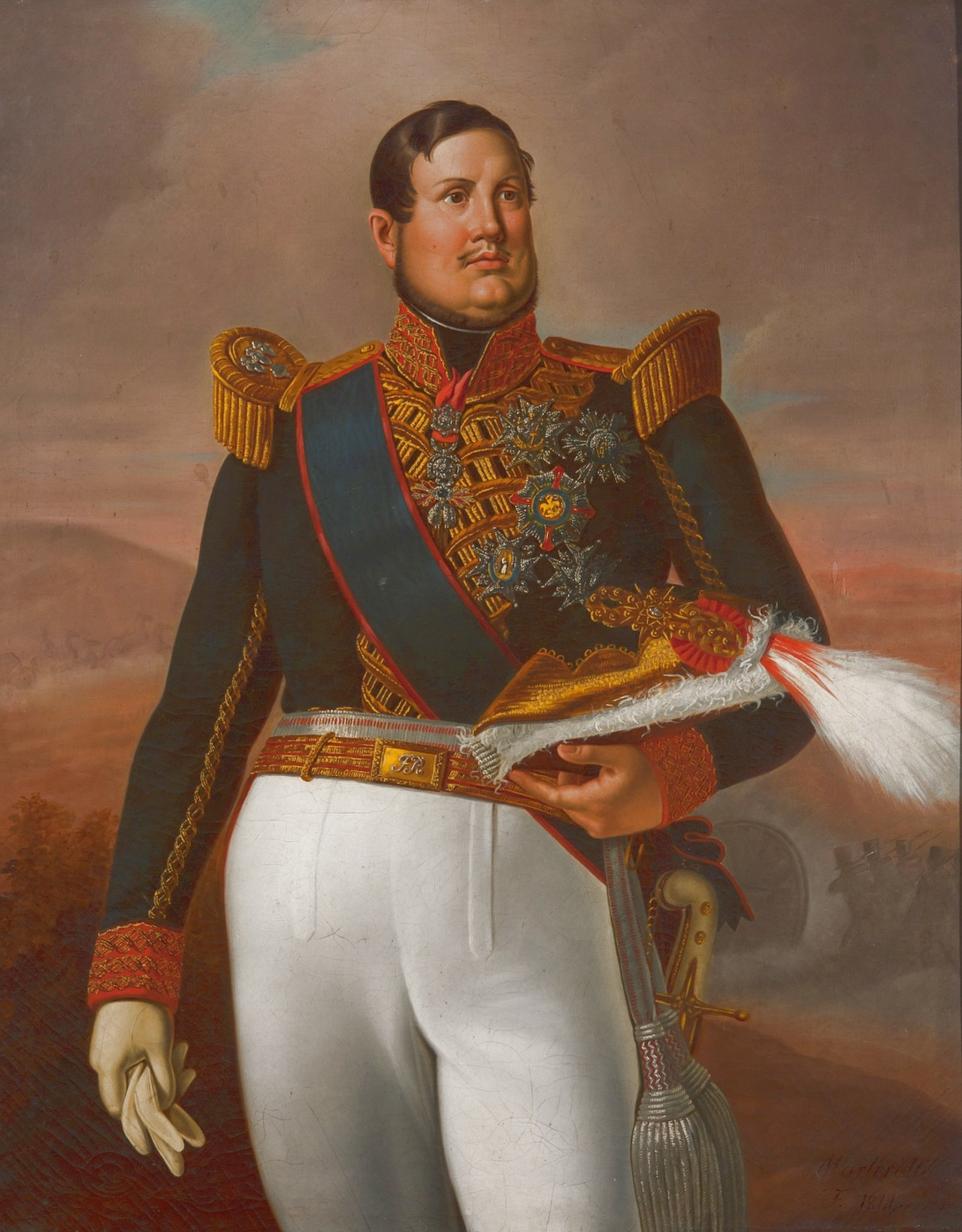
Ferdinand II des Deux-Siciles.

Selon l'école révisionniste, le processus d'annexion du royaume des Deux-Siciles résulte d'une conspiration réalisée avec le soutien du Royaume-Uni. À l'appui de cette thèse, on trouve plusieurs crispations diplomatiques entre Londres et Naples au cours du XIXe siècle.

#### Le développement de la marine marchande des Deux-Siciles
Le règne du roi Ferdinand II des Deux-Siciles, est marqué par un accroissement de la marine marchande napolitaine, passant de 5 328 unités (102 112 tonnes) en 1834, à 9 847 unités (259 917 tonnes) en 1860, mais aussi par un développement de celle-ci grâce à des navires au tonnage plus élevé, permettant un trafic commercial sur de plus longues distances,. L'accroissement de l'influence commerciale des Deux-Siciles en Méditerranée entrait ainsi en nette opposition avec la volonté britannique de domination du commerce maritime. Alors que les travaux du canal de Suez étaient à un stade avancé, Londres ne pouvait laisser Naples interférer dans ses intérêts sur le trafic entre le continent et les Indes.
Un exemple de ces crispations entre le Royaume-Uni et les Deux-Siciles peut être trouvé dans l'irruption de l'île Ferdinandea, qui émergea dans les eaux territoriales de la Sicile en juillet 1831. Le Royaume-Uni pris très rapidement possession de l'îlot volcanique, en y plantant son drapeau, dès le 10 août, et en le baptisant Graham Island. L'île étant cependant située dans ses eaux territoriales, l'État des Bourbons revendiqua, le 17 août suivant, sa possession, et lui donna le nom de son souverain. Ce différend trouva une issue rapide avec la disparition de l'île à la fin du mois de décembre, mais est généralement interprété comme un autre signe de la volonté de Ferdinand II d'affirmer son royaume comme une puissance maritime en Méditerranée, en opposition directe avec les intérêts britanniques.

#### La question du soufre sicilien
La critique révisionniste voit dans l'attitude britannique à l'égard des Deux-Siciles une corrélation avec la question des soufres siciliens,. Ce matériau précieux était géré par le Royaume-Uni dans une situation de monopole, en vertu d'une concession faite en 1816 par Ferdinand Ier. À cette époque, le soufre était une ressource stratégique pour la fabrication de la poudre à canon, et la production minière sicilienne couvrait 80% de la demande mondiale. En 1836 Ferdinand II considéra les conditions économiques de la concession accordée aux Britanniques comme désavantageuses. Londres profitait du minerai à très faible coût, et le revendait à un prix élevé, sans garantir de bons revenu aux Deux-Siciles. Ferdinand II qui avait par ailleurs supprimé la taxe sur la mouture, se trouva contraint de chercher d'autres ressources pour les caisses du royaume. Une tentative de modifier le partenariat commercial avec les Anglais fut engagée : la gestion du soufre sicilien fut ainsi confiée à une société française, la Taix Aycard de Marseille, qui avait accepté de verser une redevance correspondant au moins au double de celle versée par les Britanniques.
La réaction du Royaume-Uni fut rapide : en plus d'annoncer la saisie de navires siciliens, Londres envoya en 1836 une flotte dans le golfe de Naples, menaçant la ville de bombardements. Ferdinand II ne se laissa pas impressionner et ordonna à son armée de protéger les côtes du royaume. Alors que la guerre ouverte menaçait, la France de Louis-Philippe offrit son arbitrage, et le conflit fut évité au prix de l'annulation par l’État des Bourbons du contrat avec la Taix Aycard,, et l'obligation de rembourser les pertes aux Anglais.

#### Le système carcéral bourbonnien: une réputation internationale entachée

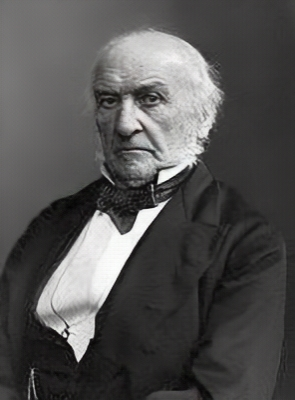
William Gladstone.

L'homme politique anglais William Gladstone, après avoir visité l’État bourbonien entre 1850 et 1851, écrivit deux lettres au Parlement britannique, dans lesquelles il critiquait la situation sociale dans les Deux-Siciles. Gladstone aurait visité plusieurs prisons des Bourbons et aurait été choqué par les conditions de vie des détenus.
Dans l'introduction des lettres, il écrivit, entre autres :

« Je ne décris pas des sévérités accidentelles, mais la violation incessante, systématique, préméditée des lois humaines et divines, la persécution de la vertu, quand elle est combinée à l'intelligence, la profanation de la religion, la violation de toute morale, poussé par des peurs et des vengeances, la prostitution de la magistrature pour condamner les hommes les plus vertueux et hauts et intelligents et distinctes et cultes, un vil système sauvage de tortures physiques et morales. L'effet de tout ceci, c'est le renversement de toute idée sociale, c'est la négation de Dieu érigée en système de gouvernement. »

— William Gladstone
Les deux textes furent publiées par la presse britannique sous le titre « Two Letters to the Earl of Aberdeen, on the State Prosecutions of the Neopolitan Government », et furent traduites et publiées en France.
Les accusations de Gladstone suscitèrent de vives réactions chez ses contemporains, et des réponses furent publiées. Le Français Alphonse Balleydier écrivit ainsi « La vérité sur les affaires de Naples, Réfutation des lettres de M. Gladstone », texte dans lequel il parle du « fabuleux échafaudage » du Britannique, et dans lequel il déplore notamment que le politicien, une fois débarqué à Naples, ait préféré se rendre immédiatement dans les prisons pour parler avec les plus farouches adversaires du gouvernement des Bourbons, plutôt que de rendre visite au Premier ministre Fortunato ou de rendre hommage au roi.
Toujours en France, Jules Gondon, afin de réfuter les allégations de l'homme politique britannique, publia le livre La terreur dans le royaume de Naples, lettre au right honorable W.E. Gladstone en réponse à ses Deux lettres à lord Aberdeen. Le comte Walewski, ambassadeur français qui séjourna à Naples pendant près de deux ans, écrivit une lettre à Lord Palmerston, dans laquelle il déclara :

« Milord […], je peux vous dire que les faits relatés dans les lettres, sur lesquelles vous étayez pour attaquer le roi de Naples, sont en partie fausses et exagérées. Le roi de Naples a dû écraser la main sur les hommes qui conspiraient pour lui ravir la couronne, tout autre gouvernement dans de telles circonstances aurait fait la même chose, et il n'y en a que peu qui se serait montré plus humain. »

— Alessandro Walewski
À l'appui des propos du comte Walewski, on peut par ailleurs ajouter que la situation carcérale dans les Deux-Siciles était en net progrès depuis le début du XIXe siècle. En effet, dès 1817, le roi Ferdinand Ier avait émis un décret prévoyant la création d'une commission pour chaque province, chargée de surveiller et vérifier le bon fonctionnement et la salubrité des prisons, ainsi que la sûreté des locaux et la qualité de la nourriture donnée aux prisonniers. Ce décret reconnaissait également certains droits élémentaires aux condamnés comme la propreté, le rasage, le nettoyage du linge sale et le soin apporté aux malades. Chaque prison devait aussi disposer d'un chapelain, d'un médecin et d'un barbier chirurgien. En 1845, le roi Ferdinand II prit un décret pour que les prisons soient divisées en plusieurs catégories selon l'âge et l'importance de l'acte criminel commis, dans le but d'éviter que les détenus pour crimes n'aient une influence négative sur ceux qui étaient détenus pour délits mineurs. Le décret prévoit aussi de donner des travaux d'intérêts publics aux condamnés, de les faire travailler dans des manufactures, et de les éduquer en leur inculquant une instruction morale et religieuse. Malheureusement, ces mesures ne sont souvent que partiellement appliquées, en raison des nombreuses révoltes et insurrections auxquelles doit faire face le gouvernement des Bourbons.
Quoi qu'il en soit, au fil des ans, dans le sillage des déclarations de Gladstone, une partie de la presse italienne prit régulièrement parti contre le système carcéral des Deux-Siciles. Ainsi, le 19 mars 1857, le Corriere Mercantile de Gênes publia un article qui prétendait que les prisons méridionales faisait usage de la « coiffe du silence », un instrument de torture destiné à empêcher de parler. En 1863, Pietro Corelli soutint qu'après l'arrestation de Francesco Riso, à la suite de la révolte de Gancia, la police de Palerme, avait menacé d'utiliser « coiffe du silence » sur lui, s'il n'avait pas révélé les noms des autres insurgés. Or selon l'historienne révisionniste Pellicciari, ce dispositif de torture, s'il a largement été utilisé dans le système carcéral britannique, était entièrement inconnu à Naples.
Au cœur de la critique contre Gladstone, se trouvent par ailleurs deux controverses.
D'abord la question de la réalité de ses visites dans les prisons napolitaines. Dominico Razzano, dans son livre La Biografia che Luigi Settembrini scrisse di Ferdinando II affirma que le Britannique retourna à Naples entre 1888 et 1889, et qu'il aurait alors avoué ne s'être jamais rendu dans aucune prison, et avoir fondé ses déclarations sur les allégations de certains révolutionnaires anti-bourboniens. Un « memorandum pour S. M. » Ferdinand II du 22 mars 1850, décrit bien la visite d'un « personnage distingué » dans deux prisons napolitaines, qui aurait conversé avec les autorités pénitentiaires au sujet du traitement des détenus (de droit commun comme politiques), ainsi qu'avec les prisonniers politiques (en particulier Carlo Poerio). Si ce document a parfois été désigné comme une preuve de la présence de Gladstone dans les prisons napolitaines, il ferait rendrait plutôt compte de la visite, le 20 mars, du député britannique Alexander Baillie-Cochrane.
Le deuxième sujet de controverse est la personnalité du prisonnier politique Carlo Poerio. Dans un article publié dans le journal Unione de Milan, le 22 janvier 1861, Ferdinando Petruccelli della Gattina évoque le prisonnier en ces termes :

« Poerio est une invention typique de la presse anglo-française. Lorsque nous agitions l'Europe, et l'incitions contre les Bourbons de Naples, nous avions besoin d'incarner la négation de cette horrible dynastie, nous avions besoin de présenter tous les matins aux crédules lecteurs de l'Europe libre une victime vivante, palpitante, visible, que cet ogre de Ferdinand dévorait tout cru à chaque repas. Nous inventâmes alors Poerio. Poerio était un homme de génie, un baron, il portait un nom illustre, il avait été ministre de Ferdinand et même son complice dans certains tours de passe-passe de 1848 ! Il semblait être l'homme idéal pour devenir l'antithèse de Ferdinand – et le miracle fut fait. Et Gladstone fit comme nous, il magnifia la victime afin de rendre l'oppresseur plus odieux ; il exagéra la torture afin d'émouvoir l’opinion publique et de la conduire vers une grande colère. »

— Ferdinando Petruccelli della Gattina
Selon Harold Acton, Poerio aurait également été une création des médias, construit ad hoc pour incarner la figure archétypale du révolutionnaire libéral. Cette figure équivaut à une autre création médiatique, le surnom de « Re Bomba », donné à Ferdinand II à la suite des bombardements de Messine en 1848.
En somme, cette polémique concernant la mauvaise gouvernance des Bourbons, en se diffusant dans toute l'Europe, permit aux libéraux italiens de gagner des soutiens. Piémontais et Anglais affaiblissaient durablement la position et la réputation du royaume des Deux-Siciles sur la scène internationale. Ainsi, le comte de Clarendon, ministre des Affaires étrangères britannique, se dressa contre Ferdinand II, au prétexte que les puissances évoluées doivent imposer la voix de la justice et l'humanité.

#### Les Deux-Siciles, un royaume isolé sur la scène internationale
Au-delà de l'opposition avec le Royaume-Uni, les révisionnistes avancent d'autres facteurs pour conclure à une convergence d'intérêts internationaux dans l'annexion des Deux-Siciles par le Piémont. Du point de vue des relations internationales, Naples se trouvait dans une situation d'isolement diplomatique, entamée sous le règne de Ferdinand II.
En effet, si Naples était historiquement liée à Vienne (par le mariage du roi à Marie-Thérèse de Habsbourg-Lorraine-Teschen), et entretenait des relations de longue date avec Paris et Londres, Ferdinand II était convaincu que la situation géographique de son pays, « entre l'eau sainte et l'eau salée » (les États pontificaux et la Méditerranée), le protégeait de toute ingérence étrangère à condition d'avoir une puissante marine militaire. Le roi avait donc pris la décision de poursuivre une politique d'indépendance diplomatique, protectionniste et non-interventionniste.
Cet isolement voulu par Ferdinand II, s'exprima notamment dans le choix des Deux-Siciles de rester neutre lors de la guerre de Crimée, et de refuser l'utilisation de ses ports aux flottes britanniques et françaises. Les Deux-Siciles s'attiraient ainsi peu de sympathies de la part des grandes puissances.

#### La Sardaigne, un royaume actif dans le théâtre diplomatique
À l'inverse de Naples, Turin agissait résolument aux côtés du Royaume-Uni et de la France. Tout au long de la décennie précédant l'unification de l'Italie, Cavour fut ainsi très actif dans la diplomatie européenne pour assurer au royaume de Sardaigne la sympathie, voire l'alliance, de Londres et de Paris. En 1855, il envoya un contingent de troupes lors de la guerre de Crimée, s'assurant de cette façon un siège lors de la conférence de la paix. Il réussit à cette occasion à faire prendre, aux représentants britanniques et français, une position sur la question italienne.
L'amitié du royaume de Sardaigne avec le Royaume-Uni fut renforcée par la visite du roi Victor-Emmanuel II à la reine Victoria à la fin de la guerre de Crimée. Quant à la France, c'est grâce à la séduction d'une de ses parentes à l'égard de l'empereur, la comtesse de Castiglione, que Cavour réussit à se rapprocher de Napoléon III. L'amitié avec la France se concrétisa par la collaboration militaire franco-piémontaise face à l'Autriche, au cours de la deuxième guerre d'indépendance italienne, après quoi les accords de Plombières permirent l'annexion de la Lombardie au Piémont.
Cependant, le rôle de Cavour dans l'annexion des Deux-Siciles n'est pas encore très clair. Selon Arrigo Petacco, le Premier ministre piémontais désapprouvait la conquête du royaume des Bourbons, et cherchait même de conclure un accord avec François II pour la formation d'un État fédéral, une option qui aurait été écartée par le souverain napolitain.

#### Interventionnisme britannique et aide étrangère aux Mille

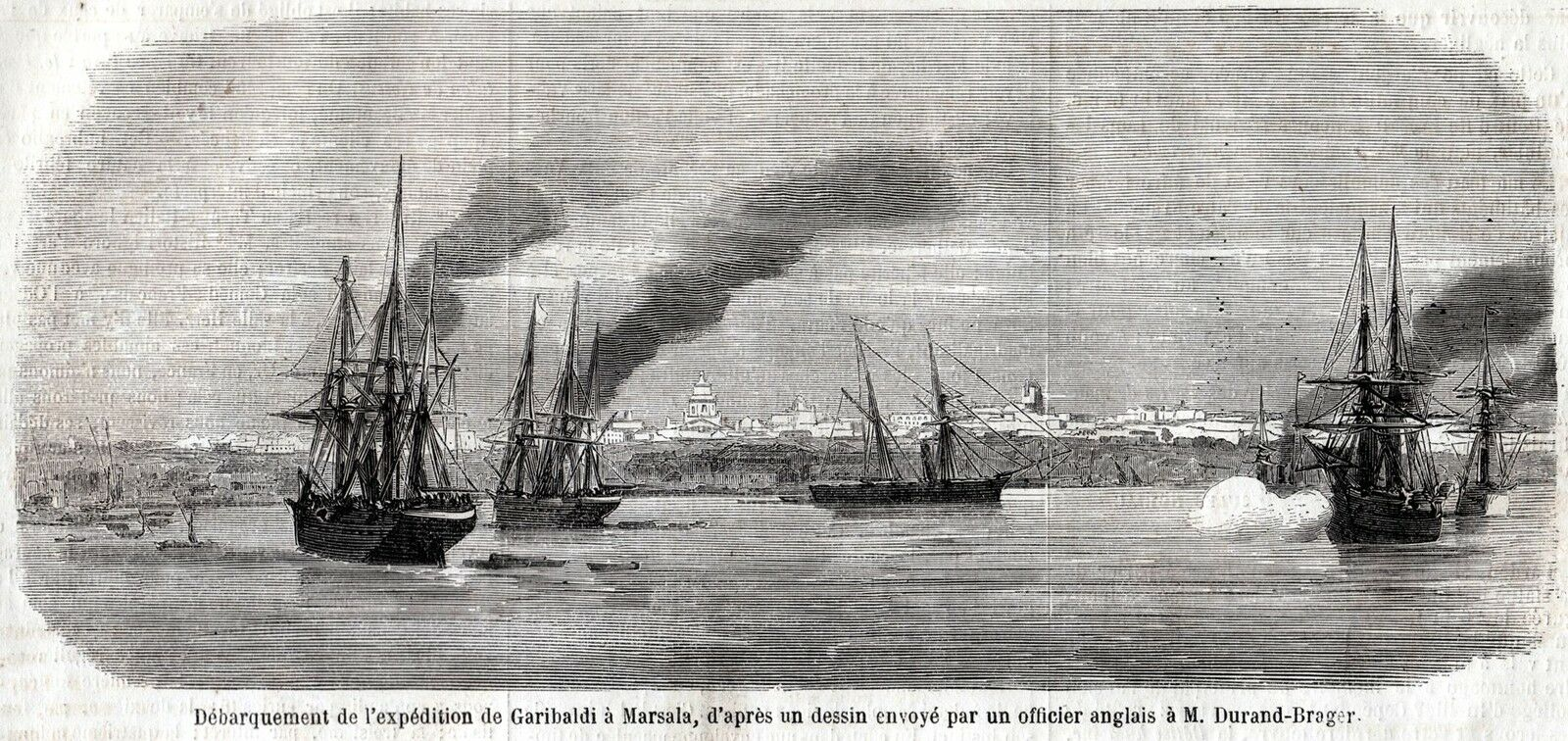
Le débarquement des Mille à Marsala dessiné par un observateur officiel, à bord d’un navire britannique.

Des auteurs comme Lorenzo Del Boca ou Aldo Servidio rapportent que dès 1856, soit quatre ans avant l’expédition des Mille, Cavour et le comte de Clarendon (à l'époque émissaire du ministre des Affaires étrangères britannique, Lord Palmerston), auraient eu des contacts pour organiser des révoltes contre les Bourbons dans le royaume des Deux-Siciles. Ce point de vue est également soutenu par l'historien anglais George Macaulay Trevelyan, auteur de plusieurs ouvrages sur Garibaldi. Cavour aurait ordonné à Carlo Pellion di Persano de prendre contact à Naples avec l'avocat Edwin James, homme de confiance du gouvernement britannique,. Des éléments qui poussent les révisionnistes vers la thèse d'un complot anglo-piémontais contre les Deux-Siciles.
Par la suite, selon plusieurs auteurs révisionnistes, le gouvernement britannique joua un rôle important dans l’expédition des Mille, en finançant la campagne de Garibaldi à hauteur de 3 millions de francs français. L'appui de la franc-maçonnerie américaine et canadienne aurait également joué un rôle : l’inventeur américain Samuel Colt, membre de la loge maçonnique "St John's" du Connecticut, offrit à l’armée garibaldienne 100 armes à feu qui comprenaient des révolvers et des carabines, profitant de l’opération pour promouvoir ses produits. Après la conquête de la Sicile, Garibaldi, satisfait des armes fournies, acheta à Colt 23 500 fusils pour un coût d’environ 160 000 dollars. Garibaldi envoya par la suite une lettre de remerciement à l’inventeur américain et Victor-Emmanuel II lui remit une médaille d’or.
Au-delà du financement et de l'armement, peu avant que les Mille ne débarquent en Sicile, le contre-amiral George Rodney Mundy, commandant adjoint de la Mediterranean Fleet de la Royal Navy, avait reçu l’ordre de son gouvernement, de prendre le commandement du gros de l’unité navale de sa flotte, et de croiser dans la mer Tyrrhénienne et dans le canal de Sicile, effectuant des fréquentes escales dans les ports du royaume des Bourbons afin d’intimider Naples, de recueillir des informations, et d’atténuer les capacités de réaction des forces armées siciliennes.
Lors du débarquement de Marsala, plusieurs navires de guerre britanniques croisaient ainsi au large de la côte. L’Argus et l’Intrepid, deux navires anglais, arrivèrent environ trois heures avant l’arrivée des navires Piemonte (à bord duquel se trouvait Garibaldi) et Lombardo. Le motif de la présence de navires anglais à Marsala n'est toujours pas clair, même si certains auteurs y voient la preuve d'un appui britannique au débarquement des garibaldiens. Un débat à ce sujet au Parlement de Grande-Bretagne, au cours duquel le député Sir Osborne accusa la flotte britannique d’avoir facilité le débarquement de Garibaldi à Marsala fut contesté, alors que Lord Russell répondit que la raison de leur intervention sur les côtes siciliennes était due à la protection des petites entreprises britanniques qui y résidaient, comme les magasins viticoles de Woodhouse et Ingham. Toutefois, Garibaldi lui-même, dans une réunion publique à Londres, reconnut le soutien de Lord Palmerston lors de l’expédition, déclarant : « S'il n'y avait pas eu le gouvernement anglais, je n’aurais jamais pu passer le détroit de Messine ».

#### La trahison des officiers des Bourbons
Les auteurs révisionnistes soutiennent par ailleurs que, en plus des soutiens britannique et américain, les Mille bénéficièrent de la trahison de nombreux officiers du royaume des Deux-Siciles, rendue possible par la corruption financière orchestrée par l'Angleterre. Les francs fournis par les Britanniques furent convertis en piastres turques (la monnaie la plus utilisée dans le commerce international à l'époque), et furent exploités en grande partie pour garantir aux traites le recrutement dans le nouvel état tout en conservant leur grade, leurs qualifications, leur commandement et leur salaire. L'opération fut un succès et les garibaldiens bénéficièrent à leur côté d'environ 2 300 officiers,.
Un exemple de ces officiers corrompus peut être trouvé en Tommaso Clary, commandant du fort de Milazzo, qui, selon Giuseppe Buttà, fut « couard ou traître ». Un autre officier accusé de trahison fut Guglielmo Acton, petit-fils de John Acton et cousin éloigné de Lord Acton. Acton commandait la corvette Stromboli, un des navires de la flotte des Bourbons. Au matin du 11 mai 1860, il avait la charge de traquer les deux vapeurs piémontais que les services des Bourbons savaient se trouver entre Trapani et Sciacca. Il ne s'opposa pas, ou du moins il s'opposa avec beaucoup de retard, au débarquement des Mille à Marsala. Une enquête fut ouverte à propos du comportement d'Acton lors du débarquement, mais le jugement de la commission de la marine des Deux-Siciles qualifia sa conduite « d'irréprochable ». Il fut cependant suspendu pour deux mois, avant d'être réaffecté à bord du Monarca, auprès du chantier naval de Castellammare di Stabia. Après l'unification, Guglielmo Acton fut nommé amiral du royaume d'Italie et, par la suite, sénateur et ministre de la Marine du gouvernement Lanza.
Selon les révisionnistes, la bataille de Calatafimi, souvent représentée par les historiens comme une entreprise héroïque garibaldienne, n'aurait été qu'une farce. Le général bourbonien Francesco Landi se rendit coupable, selon Buttà, d'une conduite honteuse après le fait d'armes de Calatafimi, qui signa la chute de la dynastie bourbonnienne. En dépit de la nette supériorité numérique de son armée, Landi retira ses troupes du champ de bataille, permettant aux Mille d'avancer sans trop d'opposition vers Palerme. Accusé de trahison, il fut destitué et mis aux arrêts à Ischia sur ordres de François II. Landi mourut le 2 février 1861, et certains auteurs évoquent son chagrin d'avoir été trompés par les garibaldiens : ceux-ci lui aurait promis une somme de 14 000 ducats déposés à la banque de Naples, mais en réalité, il n'en aurait trouvé que 14.
Enfin, Liborio Romano, un ancien carbonaro qui occupa le poste de ministre de l'Intérieur sous François II, entama des négociations secrètes avec Cavour et Garibaldi. Il confia à la Camorra la tâche de maintenir l'ordre à Naples lors de l'arrivée de Garibaldi dans la ville, ce que l'organisation mafieuse fit en libérant plusieurs camoristes détenus, et Garibaldi entra dans la ville sans complication. Romano fut récompensé : Garibaldi le confirma dans son poste de ministre de l'Intérieur. De son côté, Romano, nomma plusieurs membres de la Camorra dans les institutions, leur confiant des charges de police et leur faisant administrer l'affectation en trois ans de 75 000 ducats au peuple, selon un décret de Garibaldi établi en octobre 1860,.

### La violation du droit international
De nombreux révisionnistes affirment que l'unification, en se référant particulièrement à l'annexion du royaume des Deux-Siciles, a eu lieu en violation du droit international. À cet égard, ils soutiennent que l'entrée de l'armée de Savoie dans les territoires du royaume des Deux-Siciles fut un acte illégal d'agression, parce que non précédée d'une déclaration de guerre formelle,,. Les révisionnistes signalent le même comportement à l'occasion de l'ouverture des hostilités contre le grand-duché de Toscane, le duché de Modène et les États pontificaux.

### Les plébiscites
Les annexions territoriales au royaume de Sardaigne (et plus tard au royaume d'Italie), ont été ratifiés par les soi-disant plébiscites d'annexion. La concept de référendum, comme consultation électorale pour ratifier le transfert des territoires entre les États, s'était déjà produit lors de la Révolution française et fut l'origine du principe de l'autodétermination des peuples. Ce type de vote, en fait, n'était pas rare: il suffit de penser aux plébiscites tenus en 1852 et 1870, qui ratifièrent par deux fois la monarchie de Napoléon III. Ces consultations prévoyaient essentiellement le même mode de déroulement : c'étaient des élections au suffrage censitaire, limitées à ceux qui possédaient un certain patrimoine. Aux plébiscites du Risorgimento, seuls 2 % de la population participèrent à l'élection et le taux d'abstention et contraire à l'annexion s'avéra négligeable.
L'État de Savoie utilisa les consultations par plébiscite pour démontrer la volonté générale des Italiens à se rassembler en un état et pour légitimer une politique expansionniste du Piémont. Giuseppe La Farina, dans des lettres adressées à l'abbé Filippo Bartolomeo, souligna combien, pour éviter la réprobation des puissances européennes, cela était essentiel pour Victor-Emmanuel II, d'obtenir une reconnaissance populaire pour justifier les annexions territoriales et empêcher que l'on parlât de « conquête ». Le roi de Savoie était conscient de ne pouvoir étendre sa souveraineté sur les populations qui n'auraient pas invoqué son intervention, il était conscient que seul le consentement populaire aurait donné un prétexte pour la diplomatie d'affirmer que les Italiens approuvaient le nouvel État unifié.
Depuis l'époque où se sont tenus les plébiscites d'annexions, en effet, il ne manqua pas de discours critiques sur le sens d'un tel suffrage, comme celui de l'ex-président du conseil du royaume de Sardaigne, le Turinois Massimo d'Azeglio.

« À Naples, nous avons chassé le roi afin d'établir un gouvernement basé sur un consensus universel. Mais il faut et il semble que cela ne suffit pas, pour tenir le royaume, soixante bataillons, et il est bien connu que, brigands ou pas brigands, personne ne veut rien en savoir. Mais il se dira: et le suffrage universel ? Moi, je ne sais rien de suffrage, mais je sais qu'en deçà du Tronto les bataillons ne sont pas nécessaires et qu'au-delà ils sont nécessaires. Il y a donc eu une erreur et il faut changer d'actions et de principes. Il faut savoir par les Napolitains une fois pour toutes, s'ils veulent de nous, oui ou non. Je comprends que les Italiens ont le droit de faire la guerre à ceux qui voulaient garder les Allemands en Italie, mais aux Italiens, restant italiens, qui ne veulent pas s'unir à nous, je crois que nous n'avons pas le droit de donner des arquebusades, à moins que vous concédiez maintenant, pour couper court, que nous adoptons le principe par lequel le nommé Bomba (Ferdinand) bombardait Palerme, Messine, etc. Je crois bien qu'en général, on ne pense pas de cette manière, mais puisque je n'ai pas l'intention de renoncer au droit de la raison, je dis ce que je pense. »

— Massimo d'Azeglio
Une critique similaire fut faite par le britannique libéral Lord Russell, dans une dépêche envoyée à Turin, le 31 janvier 1861:

« Les votes du suffrage universel dans ces royaumes n'ont pas grande valeur, ce sont une simple formalité après les révoltes et une invasion réussie, ils n'impliquent pas en soi l'exercice indépendant de la volonté des nations, au nom duquel ils se sont donnés. »

— Lord Russell
Le 30 avril 1860, le journal anglais The Times s'exprime sur le même thème, commentant le plébiscite pour l'annexion de la Savoie à la France :
« La plus féroce farce jamais perpétrée sur le vote populaire: l'urne du vote dans les mains des mêmes autorités qui avaient émis la proclamation, toute opposition écrasée par l'intimidation »
Les critiques des méthodes de la mise en œuvre des plébiscites ont été l'objet de discussions par des universitaires tels que Denis Mack Smith et Martin Clark qui a cité le passage ci-dessus du Times, et quelques autres auteurs ont, comme dans le cas d'Angela Pellicciari, souligné que les consultations avaient eu lieu sans la tutelle du secret du vote, et parfois même dans un climat d'intimidation, compte tenu, que les plébiscites avaient le seul but de donner un semblant de légitimité populaire à une décision déjà prise. Pelicciari définit même le plébiscite comme une fraude colossale en la considérant comme une consultation truquée.
En particulier, l'historienne des Marches cite des anecdotes au sujet des consultations plébiscitaires pour l'annexion du duché de Modène et du grand-duché de Toscane. Filippo Curletti, un proche collaborateur de Cavour et chef de la police politique de Savoie, affirma dans ses mémoires qu'aux plébiscites de Modène, participa un petit nombre de votants et, qu'à la clôture du scrutin, les bulletins d'abstentions furent détruits. Compte tenu du nombre élevé d'absents, une pratique courante fut celle de compléter le vote par l'introduction dans les urnes de bulletins favorables à la maison de Savoie pour compenser l'absentéisme. Cette pratique fut tellement grossière, dans certains collèges, qu'au moment de l'examen, le nombre de votants était supérieur à celui des listes électorales. En Toscane, La Civiltà Cattolica rapporte que les consultations furent précédées par une campagne de presse où celui qui ne devait pas voter pour l'annexion était défini « ennemi de la patrie et digne de mourir ». Les imprimeurs de Toscane furent chargés d'imprimer une grande quantité de bulletins pour l'annexion alors que l'impression des bulletins opposés à l'annexion fut découragée. Toujours la revue jésuite affirma qu'on aurait abusé de la naïveté des populations vivant dans les zones rurales, les poussant à se rendre aux urnes, et qu'en cas contraire, elles auraient encouru des sanctions.
D'autres auteurs, comme Robert Martucci, corroborent les critiques des plébiscites en soulignant, outre le petit nombre d'abstentions, également la part de « non » à l'annexion: ces données permettent à Martucci de définir le vote politiquement non pertinent. À cet égard, l'auteur s'arrête pour analyser le vote et les résultats des provinces siciliennes citant le cas de Palerme (36 000 voix pour et 20 contre), où les habitants sans certificat parce que « égaré »furent autorisés à voter; Messine (24 000 contre 8), Alcamo (3 000 contre 14), Girgenti (2 500 contre 70), Syracuse, où le vote eut lieu sans listes électorales, et Caltanissetta, où le gouvernement interdit toute propagande pour l'autonomie. Tomasi di Lampedusa, dans les pages du Le Guépard, évoqua, même dans le cadre d'un roman, les problèmes liés aux plébiscites en Sicile.
À Venosa, commune province de Potenza, Antonio Vaccaro rapporte que sur 1 448 votes, un seul fut contraire à l'unification.
D'autres auteurs rapportent enfin comment le plébiscite qui détermina l'annexion du royaume des Deux-Siciles au royaume d'Italie fut accompagnée d'événements très graves et d'irrégularités. Le scrutin se déroula dans le Largo di Palazzo à Naples (l'actuelle Piazza del Plebiscito). Les urnes indiquaient clairement « oui » ou « non », elles étaient surveillées par un certain nombre de camorristes, que Liborio Romano avait recrutés comme policiers, excluant les agents fidèles aux Bourbons,.

### La «piémontisation»
Le terme de « piémontisation », utilisé dès 1861 pour critiquer le nouveau Parlement du royaume d'Italie, désigne l'extension, aux territoires du nouveau royaume d'Italie, de l'organisation politique et administrative de l’État savoyard. Selon la thèse révisionniste, une telle extension n'aurait pas permis de prendre en considération les différences des États pré-unitaires.

Ces mêmes critiques visent également le fait que les principaux postes bureaucratiques et militaires furent presque exclusivement réservés aux membres de la classe politique du royaume de Sardaigne. Cavour, dans une lettre de décembre 1860, recommanda ainsi au ministre de la Justice Giovanni Battista Cassinis de minimiser l'importance de la représentation napolitaine : 

« Je me limite à la prier de faire tous les efforts afin d'accélérer la formation des circonscriptions électorales, en voyant comment nous donner le plus petit nombre de députés napolitains possible. Il ne faut pas ignorer que nous aurons dans le Parlement à lutter contre une opposition formidable »

— Camillo Benso de Cavour
Le 20 novembre 1861, dans une interpellation au Parlement italien, le député de Casoria, Francesco Proto Carafa, duc de Maddaloni s'exprime ainsi :

« Leur empressement à implanter immédiatement dans les provinces napolitaines ce qui peut l'être des institutions du Piémont, sans même discuter si oui ou non elles étaient opportunes, fit naître dès le début de la domination piémontaise, le concept et le mot piémontiser »

— Francesco Proto Carafa, duc de Maddaloni
On peut par ailleurs relever deux éléments tendant à indiquer que le nouveau royaume d'Italie se fonde principalement sur l'ancien royaume de Sardaigne : la première législature du royaume fut ainsi la VIIIe, tandis que le premier roi d'Italie conserva son titre et sa numérotation de « Victor-Emmanuel II ».

### Réinterprétation du brigandage

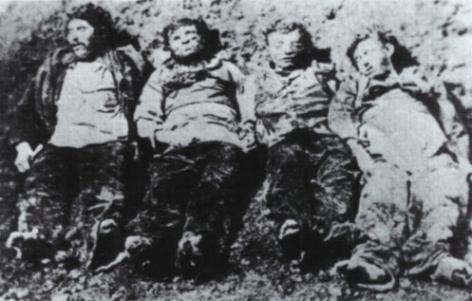
Brigands de la Basilicate de la bande Volonnino, fusillés par l'armée de Savoie.

La réinterprétation du brigandage post-unitaire comme révolte légitime, ainsi que l'excessive répression mise en œuvre par l’État unitaire fut réexaminé par l'école révisionniste comme un mouvement de résistance, certains comparent même par analogie à ce qui s'est passé par la suite avec les partisans Italiens contre les troupes allemandes au cours de la Seconde Guerre mondiale. Le député Giuseppe Ferrari, au cours d'un débat parlementaire, déclara :

« Les réactionnaires des Deux-Siciles se battent sous un drapeau national. Vous pouvez les appeler brigands, mais les pères et les aïeux de ceux-ci ont bien, par deux fois, rétabli les Bourbons sur le trône de Naples, et à chaque fois que la dynastie légitime a été chassée par la violence, les Napolitains ont donné tant de forces aux brigands, que les usurpateurs se sont épuisés et se sont convaincus que, dans le royaume des Deux-Siciles, le seul souverain capable de gouverner devait être issu de la dynastie des Bourbons. Parce que la famille royale en laquelle ce peuple place sa foi est la maison de Bourbon, et aucune autre. Les ennemis des Bourbons disent ce qu'ils veulent, mais ma conviction est celle-ci, basée sur l'expérience du passé et les faits actuels. »

— Giuseppe Ferrari
La répression du brigandage, obtenu avec succès et avec beaucoup de difficulté en environ dix ans par le gouvernement unitaire, fut sévèrement critiquée par les révisionnistes en raison de la violence avec laquelle l'armée royale italienne (en particulier après la promulgation de la loi Pica) appliqua des exécutions sommaires sans jugement ou des jugements hâtifs sur le terrain par des tribunaux militaires, et souvent des exécutions même ceux qui étaient seulement soupçonnés de complicité ou d'adhésions aux bandes de brigands.
La violence des affrontements est attestée par le fait que pas moins de 14 000 brigands ou présumés tels furent fusillés, tués pendant les combats ou arrêtés pendant la période d'application de la loi. En mai 2010, lors de l'émission de télévision Porta a Porta, Anita Garibaldi, descendante du général, affirma que son grand-père Ricciotti, déçu par les événements du Risorgimento et indigné de l'exploitation du Sud, serait descendu dans le sud pour combattre aux côtés des brigands. Bien que ce soit une opinion personnelle, Anita Garibaldi a déclaré posséder des documents sur ce qu'elle affirme.

### Déportations

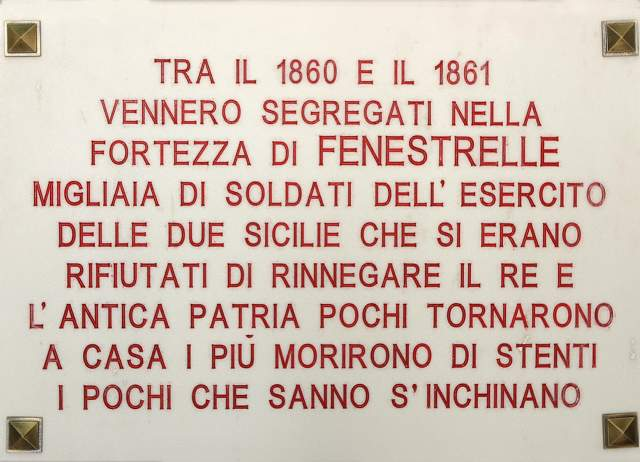
Plaque en mémoire des soldats du royaume des Deux-Siciles au fort de Fenestrelle.

Les militaires bourboniens qui refusèrent de prêter serment au nouveau roi Victor-Emmanuel II furent emprisonnés dans les garnisons militaires du Nord de l'Italie, tels qu'Alexandrie, San Maurizio Canavese et Fenestrelle, considérés par les révisionnistes comme de vrais camps de concentration,,,. Les soldats fidèles à leur souverain était considérés avec mépris et indifférence au point que le général La Marmora les appelait « une bande de charognes ». Cavour dans une lettre envoyée à Victor-Emmanuel II écrit : « Les vieux soldats bourboniens empesteraient l'armée ».
Il n'existe pas encore d'estimations officielles sur le nombre de prisonniers et de victimes. Dans le fort de San Maurizio Canavese, le nombre de prisonniers atteint les 3 000 en septembre 1861, lorsque les ministres Bettino Ricasoli et Pietro Bastogi le visitèrent. Dans la forteresse de Fenestrelle, 20 000 soldats du royaume des Deux-Siciles auraient été déportés, principalement après la reddition de la forteresse de Capoue, et des troupes pontificales.
En raison de mauvaises conditions d'hygiène et des températures très basses, la plupart des prisonniers moururent de faim, de famine et de maladie, Afin de prévenir les épidémies, alors qu'il était difficile d'enterrer les cadavres, les corps de prisonniers furent dissous dans la chaux Certains brigands furent emprisonnés au fort, par exemple le calabrais Maria Oliverio. En 2008, une plaque commémorative qui rend hommage aux déportés a été placée à l'intérieur de la forteresse
Dans les prisons de Savoie, certains garibaldiens arrêtés à Aspromonte en 1862 furent emprisonnés alors qu'ils tentaient une expédition contre les États pontificaux.

### Les exactions commises par l'armée des Savoie
Dans les territoires du royaume des Deux-Siciles maintenant tombé, et en particulier pendant la phase aiguë du brigandage (1861-1862), il y eut des épisodes de violence contre les populations civiles. En particulier, les révisionnistes soutiennent que les troupes piémontaises furent responsables de massacres, dont les plus connus furent ceux de Casalduni et Pontelandolfo, deux villages de la province de Bénévent.
Le 14 août 1861, le général Enrico Cialdini ordonna de féroces représailles contre les deux municipalités où les bandits Cosmimo Giordano avait tué 45 soldats qui venaient à peine d'arriver. Cialdini envoya un bataillon de cinq cents bersagliers à Pontelandolfo, dirigé par le colonel Pier Eleonoro Negri, tandis qu'à Casalduni il envoya un détachement sous le commandement du Major Melegari. Les deux petites villes furent pratiquement rasées par l'armée, laissant 3 000 personnes sans abri. Diverses sources rapportent que la destruction des deux villages s'accompagna d'actes de pillage et de viols,. Le nombre exact de victimes ne fait pas encore de consensus, compte tenu que les chiffres vont d'une centaine à plusieurs milliers de morts. D'autres villes subirent un sort semblable à celles de Casalduni et Pontelandolfo, dont Montefalcione Campolattaro et Auletta (Campanie) Rignano Garganico (Pouilles) Campochiaro et Guardiaregia (Molise) Barile et Lavello (Basilicate) Cotronei (Calabre).
Pendant cette période, divers commandants militaires se distinguèrent pour leurs actions douteuses contre le brigandage, y compris Alfonso La Marmora, Pietro Fumel, Raffaele Cadorna, Enrico Morozzo Della Rocca et Ferdinando Pinelli. Ces actes suscitèrent de nombreuses controverses, y compris dans le parti libéral. Giovanni Nicotera intervint au Parlement, déclarant :
« Les proclamations de Cialdini et des autres chef sont dignes de Tamerlan, Gengis Khan, ou plutôt d'Attila. »
Même Nino Bixio (l'un des commandants de l'expédition des Mille et protagoniste de l'épisode discuté du massacre de Bronte) dénonça ces méthodes dans un discours à la chambre, le 28 avril 1863 : « Dans le Sud de l'Italie un système du sang s'est inauguré. Et le gouvernement, en commençant par Ricasoli et allant jusqu'au ministère Rattazzi, a toujours laissé s'exercer ce système »
Les méthodes violentes des troupes de Savoie furent aussi appliquées pour la répression des mouvements de protestation ouvrier contre la fermeture progressive des installations industrielles, telle que l'aciérie de Pietrarsa (actuellement le siège du musée national des chemins de fer), où 6 août 1863, pour réprimer les manifestations des travailleurs, la Garde nationale, des bersagliers et des carabiniers intervinrent, laissant sur le terrain entre quatre et sept morts et une vingtaine de blessés. Le commandement des troupes était assuré par le commissaire Nicola Amore, par la suite maire de Naples, qui, dans son rapport au préfet parla de « circonstances fatales et irrésistibles »,.

### La question méridionale

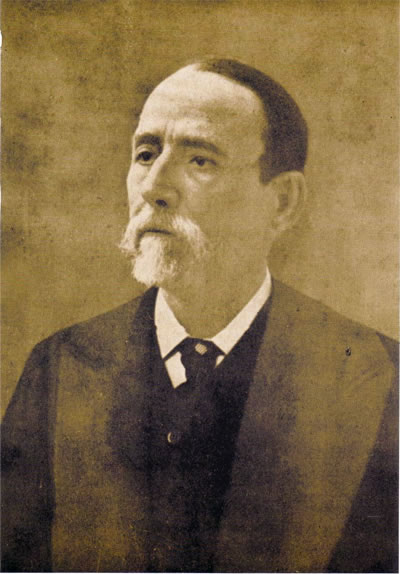
Giustino Fortunato.

En dépit des affirmations largement répandue dans l'historiographie que le Mezzogiorno possédait déjà un problème de retard de développement avant l'unité, les révisionnistes soutiennent que le déclin économique du Sud a commencé après le Risorgimento en raison des politiques gouvernementales peu attentives aux besoins du Sud.
Selon les travaux de Francesco Saverio Nitti, l'origine de la question méridionale a commencé lorsque le capital appartient au royaume des Deux-Siciles, outre que de contribuer en grande partie à la formation du budget national, fut destiné principalement à la consolidation budgétaire du Nord Nitti énonça, par ses recherches statistiques, que les fonds de développement furent affectés principalement dans les zones septentrionales. Il fut mis en place un régime douanier qui transforma le Sud en un marché colonial de l'industrie du Nord et la pression fiscale dans le Sud s'avéra plus importante que dans le Nord.
Giustino Fortunato, accusant une dette de la banque de Naples d'un million de lires en trois ans, inventa le terme « carnaval bancaire » pour indiquer le transfert de capitaux du Sud destinés aux industries et aux instituts de crédit du Nord. La révisionniste Nicola Zitasa porta plainte contre les industriels Carlo Bombrini, Pietro Bastogi et Giuseppe Balduino, les désignant parmi les principaux responsables de l'effondrement économique du Sud après l'unification.

En 1954, l'économiste piémontais Luigi Einaudi, dans son libre Il buongoverno dit : 

« Oui, c'est vrai que nous, habitants du Nord, avons moins apporté et avons davantage profité des plus importantes dépenses de l’État italien après la conquête de l'unité et de l'indépendance nationale. Nous avons péché par égoïsme lorsque le Nord réussit à ceindre d'une forte barrière douanière le territoire national, et à assurer à nos industries le monopole du marché méridional. Nous avons réussi à faire affluer du Sud vers le Nord, une énorme quantité de richesses. »

— Luigi Einaudi

#### L'échec de la réforme agraire
Les révisionnistes soutiennent que l'échec de la réforme de la division des grands domaines en Sicile a été l'une des raisons du conflit entre Garibaldi et de la masse paysanne. En fait, beaucoup de paysans, poussés par le mécontentement envers l’État des Bourbons en raison des mauvaises conditions de vie des travailleurs agricoles, avait rejoint les Garibaldiens. Mais leur espoir de changement fut déçu en raison de la non-application des décrets que Garibaldi. Après avoir assumé la dictature sur l'île au nom du roi Victor-Emmanuel II, il décréta la suppression de diverses taxes sur les produits agricoles, et les redevances sur les terres domaniales ce qui engendra du mécontentement. Le premier à soulever ce débat fut Antonio Gramsci.

#### Les concessions des chemins de fer
Contrairement aux affirmations d'une bonne partie de l'historiographie la plus diffusée, les révisionnistes soulignent le fait que les chemins de fer du royaume des Deux-Siciles, les premiers en Italie à Naples-Portici, n'étaient pas un « jouet du roi » mais ils avaient une fonction de transports publics et une fonction commerciale, comme le montre l'existence de tarifs de transport des personnes, des animaux et des biens.
Déjà en 1843, la liaison Naples-Caserte fut inaugurée, prolongée jusqu'à Capoue en 1845, suivie par la liaison Nola-Sarno en 1856, pendant que parallèlement la Naples-Portici était prolongée jusqu'à Castellammare.
Les travaux pour les chemins de fer et le matériel roulant furent confiés au Real Opificio di Pietrarsa.
Après l'unification de l'Italie, le « gouvernement dictatorial » de Garibaldi concéda à la société Adami e Lemmi l'exclusivité des chemins de fer pour le Sud de l'Italie. Le gouvernement piémontais, cependant, ne valida pas cette concession, qui fut confiée à la Società Vittorio Emanuele. La proposition de médiation qui réservait à des capitaux français les lignes adriatiques ne fut jamais mise en œuvre.

### L'émigration
Après l'unification de la péninsule, en plus d'une aggravation de la situation économique dans le Mezzogiorno, s'est produit un phénomène migratoire, presque inexistant dans le Sud avant le Risorgimento. Les statistiques sur l'émigration montrent un nombre important de départs vers d'autres pays après la réunification, en raison de l'aggravation de la situation dans les régions rurales. La migration après l'unification toucha également le Nord, où la vague de migrants était plus élevée que dans le Sud dans les premières années de l'unification, mais à partir de 1900 les flux s'intensifièrent de façon exponentielle. La Vénétie (parmi les derniers territoires annexés), fut la région avec le plus haut taux d'émigration entre 1876 et 1900. En 1901, le président du conseil, Giuseppe Zanardelli, en visite dans différentes villes du sud, arriva à Moliterno (province de Potenza) où il fut accueilli par le maire qui le salua « au nom des huit mille habitants de cette ville, trois mille d'entre eux étaient en Amérique, tandis que cinq autres se préparaient à les suivre. ».

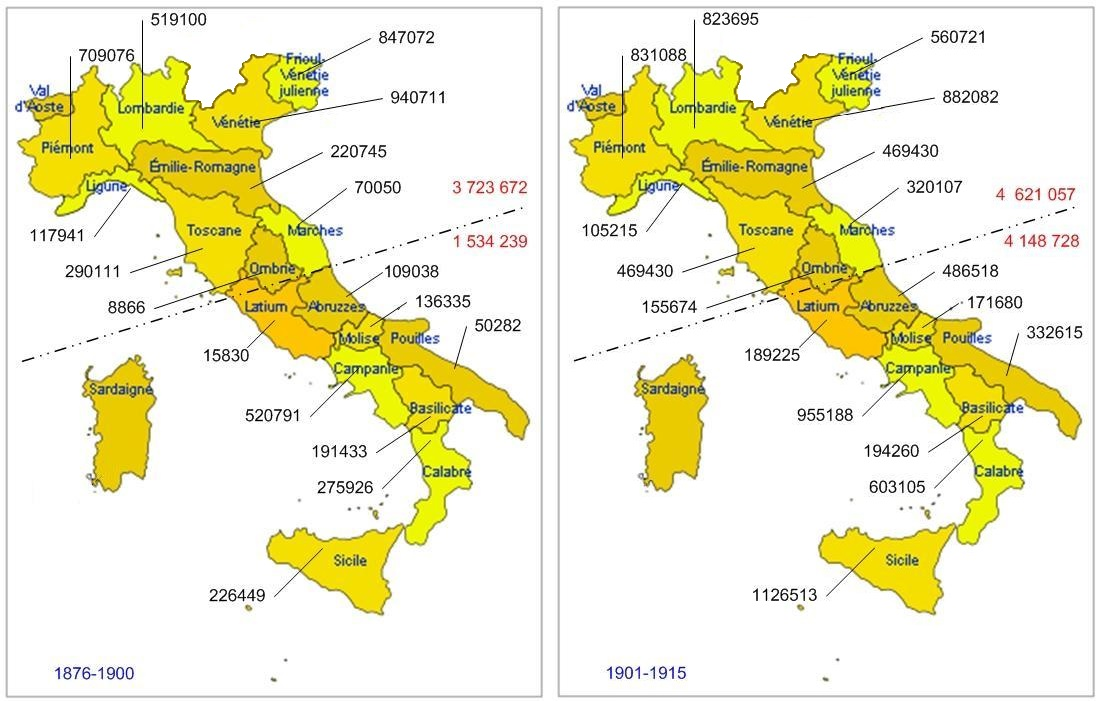
Émigration italienne par région, 1876-1915.

## Le révisionnisme de nature politique
Au niveau politique, le Risorgimento a été attaqué par le parti de la Ligue du Nord, qui soutient la ligne de dé-légitimation du processus unitaire selon une version diamétralement opposée à la majorité des auteurs révisionnistes. Les déclarations faites par le dirigeant du mouvement, Umberto Bossi, qui à Montecitorio, s'est exprimé négativement sur les événements du Risorgimento, sont significatives : « Le Nord ne voulait pas l'unité de l'Italie, ils voulaient la liberté de l'Autriche mais ils avaient des doutes sur l'unité. En 1859, ils chantaient la chanson La bella Gigogin dans laquelle il y a tous les doutes de la Lombardie. »
Le résultat a été la « polémique des manuels scolaires », née de l'idée selon laquelle l'histoire du Risorgimento était altérée de déformations culturelles. Alors que le monde politique était complètement étranger à ce débat historique, il y a eu une certaine volonté politique qui visait à s'intégrer plus pleinement dans le fond de la question révisionniste, montrant une réelle volonté de changer la principale source de la connaissance historique dans les écoles : les manuels scolaires. Pour confirmer cela, le 28 janvier 1999, le député Mario Borghezio (Ligue du Nord) déclara :
« On ne peut pas se taire devant les déformations qui, dans l'école publique italienne, se produisent au détriment de notre histoire risorgimentale »

## La critique du révisionnisme sur le Risorgimento
Le révisionnisme sur le Risorgimento a été critiqué par certaines personnalités du monde universitaire et du journalisme. L'une des critiques les plus connues est celle de l'historien Ernesto Galli della Loggia (it). Celui-ci nie l'effondrement du Sud après l'unification, et soutient que l'écart entre le Nord et le Sud, était déjà manifeste en 1860. Il conteste notamment la qualité du réseau routier dans le royaume des Bourbons et parle du chemin de fer Naples-Portici comme d'« un jouet du roi », la comparant à la ligne Turin-Gênes et aux chemins de fer construits par les Autrichiens en Lombardie. Il justifie son point de vue en soulignant que relier Naples à Portici ne pouvait en aucune façon promouvoir l'économie, non seulement en raison la longueur du chemin de fer (7 km), mais surtout parce que Portici n'était pas une zone de production, mais seulement un quartier résidentiel. Il critique la politique économique adoptée par les Bourbons en Sicile, qu'il juge être « coloniale ». L'historien refuse également un élément anti-catholique dans le Risorgimento, le considérant plutôt « laïque, plus ou moins maçonnique ».
Francesco Perfetti (it), professeur d'histoire contemporaine à la LUISS de Rome, souligne pour sa part que le terme de « révisionnisme », trop chargé sur le plan politique et idéologique, devrait être abandonné, et suggère aux révisionnistes catholiques d'évaluer le risorgimento au prisme de l'historicisme critique.
Le journaliste Giorgio Bocca évoque quant à lui « un mensonge » à propos de l'image d'un Mezzogiorno florissant pillé par le Nord, et rappelle que la pauvreté du Sud de la péninsule remonte à plusieurs siècles avant l'unité italienne. Il considère également comme « insensés », les mouvements méridionaux contemporains, qu'il compare à ceux de la Ligue du Nord.
Le journaliste Sergio Romano parle d'un « simulacre ». Il déclare :

« Il y avait un consensus unanime en Europe : le royaume des Deux-Siciles était l'un des pires États, gouverné par une aristocratie réactionnaire, paternaliste et bigote. La « guerre de brigandage » n'était certes pas le phénomène criminel décrit par le gouvernement de Turin, mais pas non plus une guerre de sécession comme celle qui faisait rage aux États-Unis au cours de ces mêmes années. Ce fut une combinaison désordonnée de révoltes plébéiennes et de soulèvements légitimistes, assaisonnés par le fanatisme religieux et la férocité individuelle. Oui, la classe dirigeante unitaire mena une politique qui favorisa les initiatives industrielles du Nord, parce qu'elles étaient alors les plus prometteuses, et il ne fit guère, au moins jusqu'après la Seconde Guerre mondiale, pour promouvoir le développement des régions méridionales. Mais le Sud se laissa représenter par une classe dirigeante de notables, de propriétaires fonciers, de seigneurs rentiers et de courtiers, plus soucieux de préserver leur pouvoir que d’améliorer le sort de leurs concitoyens. »

— Sergio Romano
Des critiques ont également été formulées par Sergio Boschiero, secrétaire de l'Union monarchique italienne, qui a dénoncé le danger d'un « révisionnisme sans historiens », destiné à démolir le mythe du Risorgimento. Selon le mouvement monarchiste, certains textes révisionnistes propageraient, à travers la presse, une haine antinationale.
Une attaque directe contre le révisionnisme a été formulée par Alessandro Galante Garrone (it), dans l'éditorial « Ritornano gli sconfitti dalla storia », publié à la une de la La Stampa le 7 septembre 2000. Elle est accompagnée de la signature de 56 intellectuels et fait suite à une exposition sur le brigandage lors de la réunion annuelle à Rimini de Communion et Libération. Garrone affirme que ce révisionnisme prend la forme d'une distorsion de la réalité historique, est une provocation inacceptable pour l'Italie, et s'accompagne de l'exaltation des forces sanfédistes au sein d'une agression plus vaste contre les « principes laïques et libéraux qui constituent une part fondamentale de la Constitution républicaine » liée à un « reflux des idéologies réactionnaires, d'espoirs de revanche des défaites de l'histoire ».
L'historien britannique Denis Mack Smith décrit les différences profondes existant en 1860 entre les États de l’Italie du Nord et le Sud dominé par les Bourbons.

« La différence entre le Nord et le Sud était radicale. Pendant de nombreuses années après 1860, un agriculteur en Calabre avait bien peu en commun avec un paysan du Piémont, tandis que Turin était infiniment plus semblable à Paris et Londres, que Naples et Palerme ; et cela parce que ces deux moitiés du pays étaient à deux niveaux différents de civilisation.

Les poètes pouvaient bien écrire que le Sud était le jardin du monde, la terre de Sybaris et de Capri, et parfois les politiciens le croyaient, mais en fait, la majorité des méridionaux vivaient dans la misère, harcelés par la sécheresse, le paludisme et les tremblements de terre. 

Les Bourbons, qui avaient gouverné Naples et la Sicile avant 1860, avaient été les partisans inébranlables d'un système féodal idéalisé par les attributs extérieurs d'une société courtoise et corrompue.

Ils craignaient la propagation des idées, et avaient essayé de garder leurs sujets en dehors des révolutions agricole et industrielle de l'Europe du Nord. Les routes étaient peu nombreuses ou n'existaient pas et il était nécessaire d’avoir le passeport même pour voyager dans les limites de l'État. 

Dans cet annus mirabilis qu'a été 1860, ces régions arriérées ont été conquises par Garibaldi et annexées par plébiscite dans le Nord. »

— Denis Mack Smith
Antonio Gramsci met aussi en évidence les écarts entre les conditions socio-économiques du Nord et du Sud de la péninsule italienne en 1860 :

« Le nouvel État italien avait réuni deux parties absolument opposées de la péninsule, le Nord et le Sud, qui se retrouvaient après plus de mille ans de séparation. 

L'invasion des Lombards avait finalement brisé l'unité créée par l'empire romain, et dans le Nord, les municipalités avaient permis un élan particulier de l'histoire, tandis que dans le Sud le royaume des Souabes, des Anjous, d’Espagne, puis des Bourbons avaient jeté les bases d'un autre modèle. 

Dans le Nord, la tradition d'une certaine autonomie avait permis la naissance d'une bourgeoisie audacieuse et pleine d'initiatives, et l'organisation économique était similaire à celle des autres États de l'Europe, favorables à l'émergence ultérieure du capitalisme et de l'industrie. 

Dans le Sud, les gouvernements paternalistes de l'Espagne et des Bourbons n'avaient rien créé : la bourgeoisie était inexistante, l'agriculture était primitive et ne permettait pas même de satisfaire le marché local ; pas de routes, pas de ports, aucune utilisation des rares eaux dont la région disposait par sa structure géologique particulière. 

L'unification plaça donc en contact intime ces deux parties opposées de la péninsule. »

— Antonio Gramsci
D'autres critiques du révisionnisme arguent que l'écart entre le Nord et le Sud était déjà patent en 1860-1861, et évoquent :
- le réseau routier : en 1860, le réseau routier du Centre-Nord est estimé à environ 75 500 km, par rapport aux 14 700 km du sud et des îles, ce qui correspond à une densité de 626 km à 1 000 km2 du Centre-Nord, par rapport à seulement 108 km au Sud.
- l'industrie du fer et de l'acier : en 1860, l'ensemble de l'industrie sidérurgique italienne a produit 18 500 tonnes de fer traitées, dont 17 000 produites dans le Nord, et seulement 1 500 dans le Sud.
- le réseau des chemins de fer : en 1861, sur 2 500 km de voies ferrées existantes, 869 se trouvaient dans le Piémont, 756 en Lombardie et en Vénétie, 361 en Toscane, et 360 dans d’autres régions du Centre-Nord. Dans le royaume des Deux-Siciles, seuls 184 km de chemins de fer existaient autour de Naples, et le reste du Mezziogiorno était totalement dépourvu de voies ferrées.
- l'éducation : l'analphabétisme dans la péninsule italienne avait un taux moyen de 75% en 1860. Les chiffres les plus bas (54%) concernaient le Piémont. Dans les Deux-Siciles l’analphabétisme atteignait 87%.
- la marine marchande : en 1860, la marine marchande du Sud s'élevait à 260 000 tonnes, alors que la marine marchande du Nord comptait 347 000 tonnes, sans compter la marine vénitienne, annexée en 1866, et évaluée 46 000 tonnes. En 1860, l'ensemble des tonnages italiens faisait de la marine marchande italienne la quatrième d'Europe avec environ 607 000 tonnes[212]. Cependant, la marine marchande des Deux-Siciles était principalement composée de voiliers, destinés à la pêche et à la navigation côtière en Méditerranée. Même si l'un des premiers bateaux à vapeur avait été construit et équipé à Naples en 1818, il y avait très peu de bateaux à vapeur dans le Sud. Par ailleurs, les deux marines, marchande et militaire, des Deux-Siciles étaient insuffisantes par rapport à la grande étendue de côtes du Sud de l'Italie[213].
- les voies navigables : outre la flotte maritime, on doit également tenir compte du réseau de voies navigables (rivières, canaux…) Un tel réseau était très développé dans le Nord, et inexistant dans le Sud.

Le retard du Deux-Siciles est reconnu par le politicien napolitain Giustino Fortunato, qui remarque que l'armée absorbait une bonne partie de budget de l'État, et qu'il y avait bien moins de dépenses pour tous les autres services publics, alors même que les villes du Sud manquaient d’écoles, les campagnes de rues, les plages de points d’accostage, et les trafics s'effectuaient encore à dos de bêtes. Pourtant les impôts de l’État des Bourbons étaient seulement un cinquième inférieurs à ceux payés par les habitants du bien plus riche Piémont, qui dépensait plus pour ses citoyens.
L'existence de l'écart de productivité économique nord-sud, avant 1860, est également attestée par d'autres auteurs.
Carlo Afan de Rivera (it), un important fonctionnaire bourbonien, avec ses  « Considérations sur les moyens pour retourner la valeur aux cadeaux que la nature a largement accordés au royaume des Deux-Siciles », décrit la situation arriérée de l'agriculture dans la pré-unification du Sud et le grand retard économique de départ où le Sud de l'Italie était au moment de l'unification.
Luciano Cafagna (it), historien de l'économie, illustre quelques-unes des raisons qui nous amènent à croire non fondée la demande du développement économique du nord au détriment de l'Italie du sud, sur le même contenu le travail de Emanuele Felice (it), montre l'inexistence de développement économique du nord de l'Italie au détriment de l'Italie méridionale, soulignant plutôt les vrais motifs de l'écart,.
Les révisionnistes partisans de l'œuvre supposée de colonisation de l'ancien royaume des Deux-Siciles, annexé par le royaume de Sardaigne, n'expliquent pas pourquoi les autres États du nord-est et du centre de l'Italie, annexés même par la force, n'ont pas souffert d'effets indésirables, comme les révisionnistes prétendent que le sud a souffert.
En particulier ces révisionnistes n'expliquent pas comme, avec le temps, le Sud de l’Italie apprécia le royaume d'Italie en devenant la partie d’Italie la plus favorable à l'égard de la monarchie de la maison de Savoie du Nord et cela est confirmé par le résultat du référendum pour le choix entre monarchie ou république du 2 juin 1946, lorsque le Sud d’Italie vota à grande majorité en faveur de la monarchie de la maison de Savoie, tandis que la plupart du Nord vota pour la naissance de la République italienne,.
L’estime du Sud de l’Italie pour le roi de la maison de Savoie est démontrée par l’existence de 1948 à 1972 du Parti national monarchiste, après Parti démocratique italien d'unité monarchiste à la faveur du retour de la monarchie en Italie, dont les principaux hommes politiques étaient de Naples et du Sud, tels qu'Achille Lauro et Alfredo Covelli. Le parti monarchiste était soutenu surtout à Naples et dans le Sud de l’Italie,,.